# Transports en commun de la région messine
Ne doit pas être confondu avec LE MET'.
Transports en commun de la région messine, abrégé en TCRM, était le nom commercial du réseau de transports publics de Metz et des communes de son agglomération réunies au sein de la communauté d'agglomération de Metz Métropole jusqu'au 6 octobre 2013 au soir. Le réseau a été exploité successivement par la Régie TCRM de 1948 à 1991, par la SAEM TCRM de 1992 à 2011, puis par la SAEML T.A.M.M. détenue à 25 % par Keolis, à 15 % par la SNCF et à 60 % par Metz Métropole à compter du 1er janvier 2012.
Le 7 octobre 2013, le réseau LE MET', restructuré autour du TCSP, a pris le relais du réseau TCRM.

## Chiffres
Le réseau TCRM transportait 16 000 000 passagers par an avec 59 000 passagers par jour en moyenne. La ligne 11 était la plus fréquentée avec 3 000 000 passagers annuels, suivie par les lignes 1 et 3 (2 000 000 passagers).
Avant sa disparition, le réseau TCRM mettait en jeu :
- 8 348 128 km parcourus par an ;
- 360 km de lignes ;
- 900 arrêts à travers le réseau ;
- 2 740 000 L de gazole consommés par an ;
- 216 bus de plusieurs catégories.

## Projets

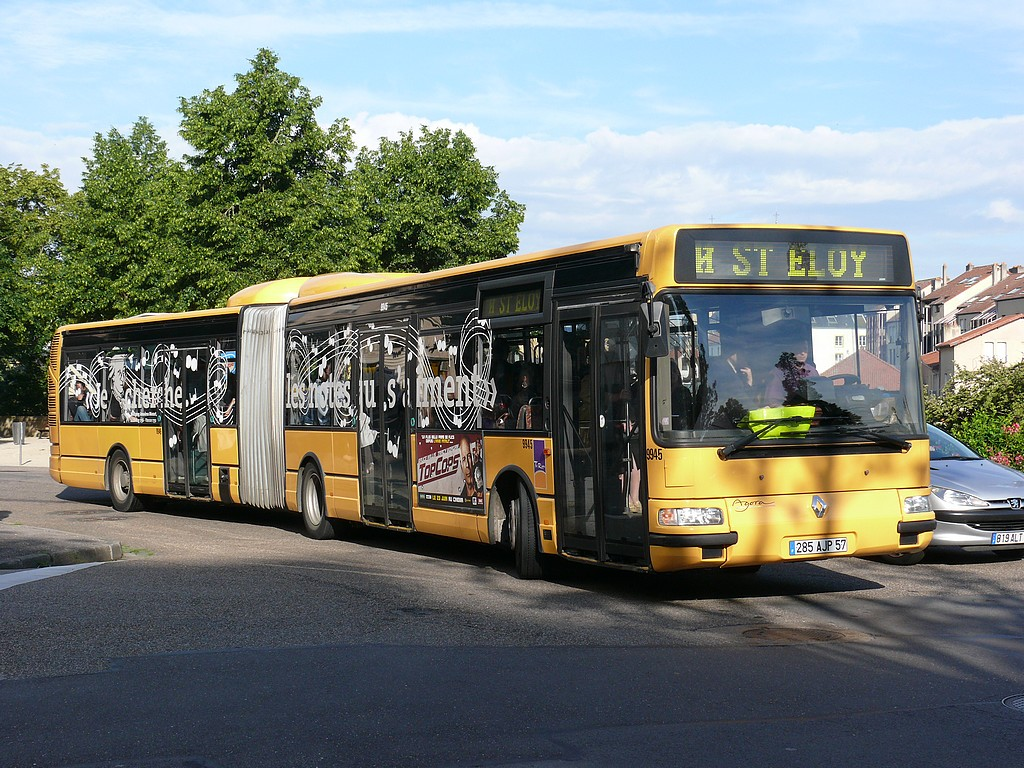
Un Agora L sur la ligne 11, la plus fréquentée du réseau.

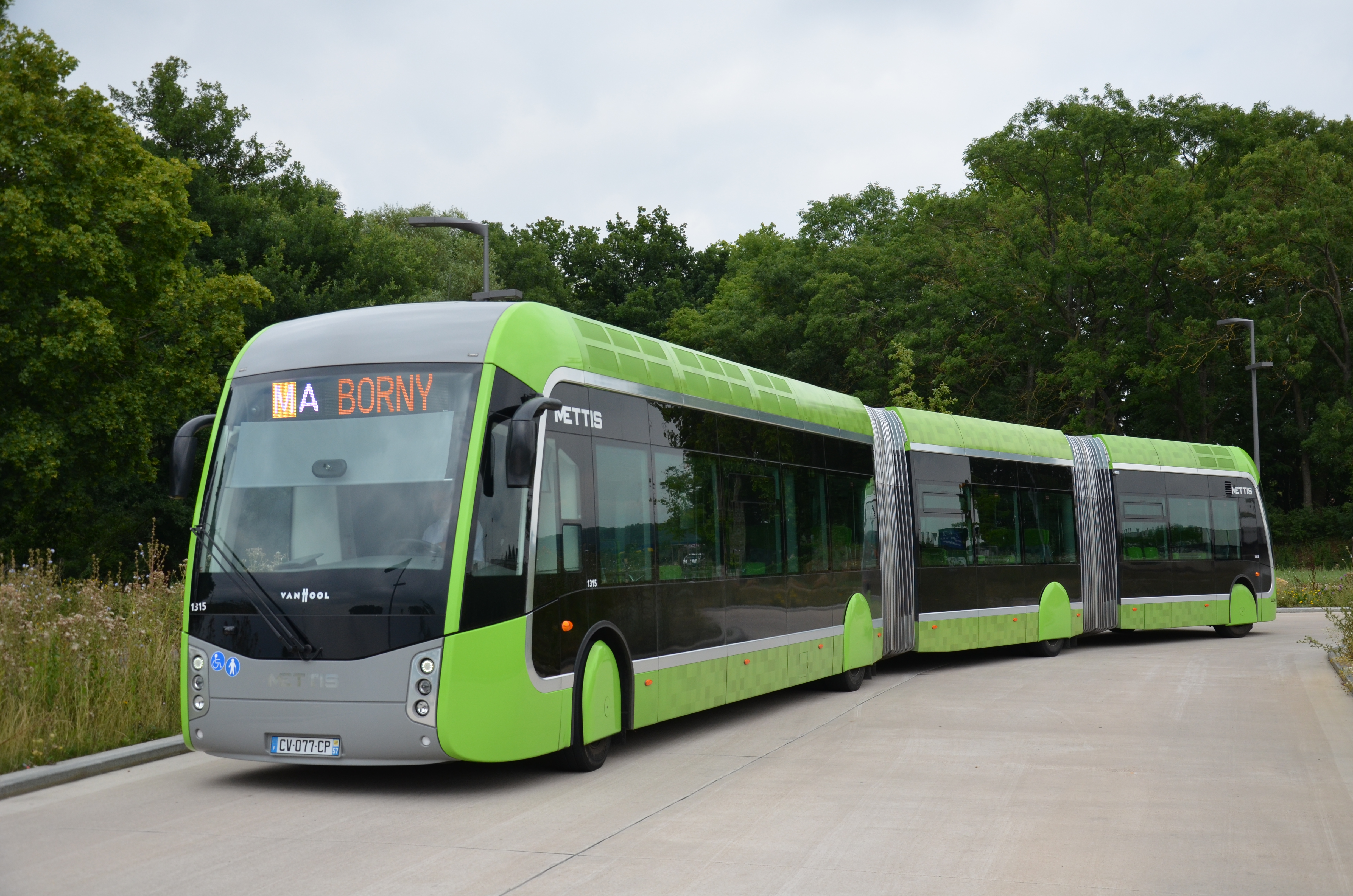
Bus bi-articulé des lignes Mettis, en service depuis Octobre 2013.

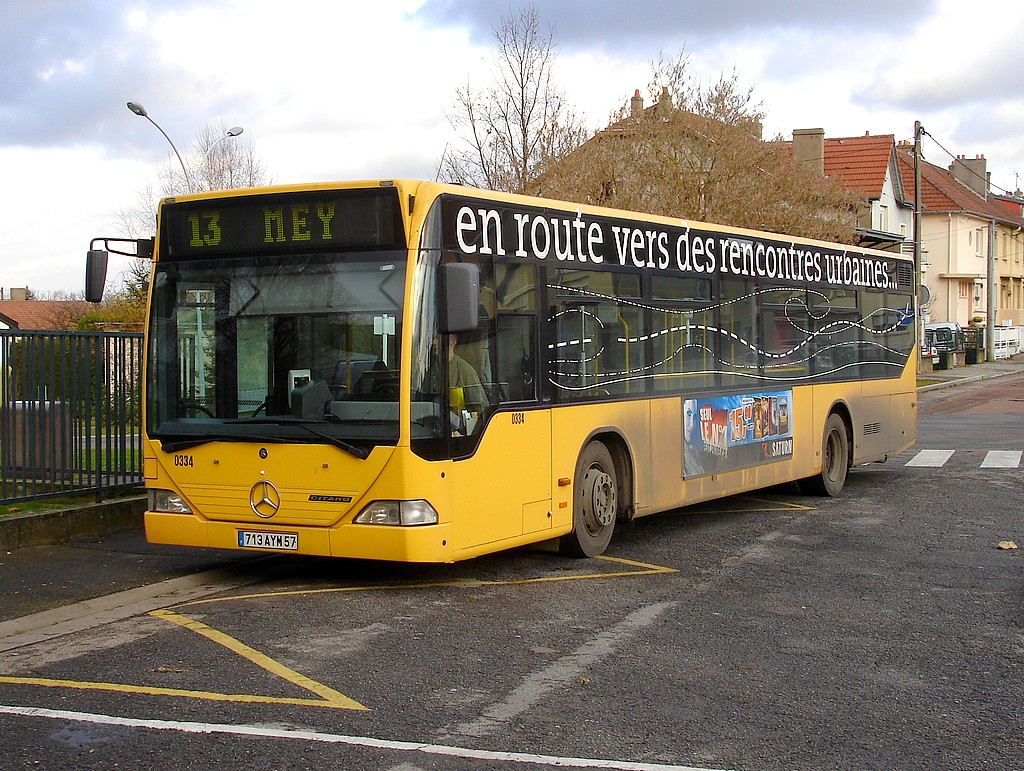
Un Citaro standard sur la ligne 13.

La création de deux lignes de bus à haut niveau de service ayant un tronc commun, baptisées Mettis dont la mise en service a été effectuée en octobre 2013 a entraînée une refonte complète du réseau qui changera alors de nom pour s'appeler LE MET’.
La mise en place de ce réseau va se faire en deux étapes :
- La première étape, mise en place depuis le 3 septembre 2012 est la refonte du réseau suburbain avec la création des treize lignes « Proxis » au départ du Pôle d'échange multimodal de la gare de Metz et de sept secteurs de transport à la demande[1]. Ce nouveau service englobe la ligne 6, les anciennes lignes suburbaines qui utilisaient déjà les numéros entre 100 et 199 (à noter que la ligne 110 rejoint le réseau urbain et devient la ligne 10), la ligne U qui abandonne la desserte de certaines communes au profit du CHR de Mercy et le transport à la demande d'Ars-sur-Moselle. Le réseau scolaire est aussi restructuré, les lignes sont désormais regroupées par des indices entre 200 et 299 (les lignes étaient jusqu'à présent non-indicées à quelques exceptions près comme la ligne 18 qui garde provisoirement son indice actuel).
- La seconde étape, mise en place depuis octobre 2013, est la mise en place du Mettis et la refonte du réseau urbain avec un réseau hiérarchisé en fonction du niveau de service[1].

## Lignes du réseau

### Communes desservies

Le réseau desservait l'ensemble des communes de Metz-Métropole, soit 40 communes en 2013.
12 communes étaient desservies par le réseau urbain : Le Ban-Saint-Martin, Longeville-lès-Metz, Marly, Metz, Mey, Montigny-lès-Metz, Moulins-lès-Metz, Plappeville, Saint-Julien-lès-Metz, Scy-Chazelles, Vantoux et Woippy.
Les 28 autres communes, intégrées à Metz-Métropole à partir de 2002, étaient desservies exclusivement par le réseau suburbain :
Amanvillers, Ars-Laquenexy, Ars-sur-Moselle, Augny, Châtel-Saint-Germain, Chieulles, Coin-lès-Cuvry, Coin-sur-Seille, Cuvry, Féy, Gravelotte, Jussy, Lessy, Lorry-lès-Metz, Marieulles, La Maxe, Laquenexy, Noisseville, Nouilly, Pouilly, Pournoy-la-Chétive, Rozérieulles, Saint-Privat-la-Montagne, Sainte-Ruffine, Saulny, Vany, Vaux et Vernéville.
Le réseau était hiérarchisé en plusieurs catégories de lignes :
- Les lignes urbaines découpées en deux catégories :
  - Les lignes structurantes qui représentaient à elles seules 13 des 16 millions de voyages annuels sur le réseau ;
  - Les lignes complémentaires qui venaient en complément des lignes structurantes ;
- Les lignes suburbaines « Proxis » ;
- Les lignes secondaires (scolaires) ;
- La navette Arteo et les minilignes ;

En complément, un service de soirée nommé Noctambus, sept zones de TAD zonal et deux autres services sur réservation ainsi qu'un service de transport de personnes à mobilité réduite complétaient l'offre.

### Lignes urbaines structurantes
| Ligne       |                                      | Terminus                                                                                                   | Exploitant |
| ----------- | ------------------------------------ | --- | ---------- |
| 1 / 21 / 31 | Accessible aux personnes handicapées | Hauts-de-Blémont ↔ Moulins - Saint-Pierre (1) / Hôpital Schuman (21) / Moulins - Mairie (31)               | TAMM       |
| 2           |                                      | Université ↔ Montigny - Saint-Privat                                                                       | TAMM       |
| 3           | Accessible aux personnes handicapées | Woippy - Le Patis ↔ Sablon - Montigny                                                                      | TAMM       |
| 4 / 34      | Accessible aux personnes handicapées | Queuleu ↔ Ban-Saint-Martin (4) / Devant-les-Ponts (34)                                                     | TAMM       |
| 5 / 25      |                                      | Magny ↔ Maison-Neuve (5) / Moulins - Préville (25) / Jussy - Sainte-Ruffine (5) / Châtel Saint-Germain (5) | TAMM       |
| 8           | Accessible aux personnes handicapées | République ↔ Grange-aux-Bois                                                                               | TAMM       |
| 9 / 29      |                                      | Corchade ↔ Jean Bauchez (9) / Devant-les-Ponts (29)                                                        | TAMM       |
| 11          |                                      | Saint-Éloy ↔ Borny / Grange-aux-Bois                                                                       | TAMM       |
| U           |                                      | Université ↔ CHR Mercy                                                                                     | TAMM / K3F |

- La ligne U, désignée en interne par le numéro 20, nouvellement déchargée de la desserte des communes d'Ars-Laquenexy et de Laquenexy longe à peu près la voie du Mettis entre le Technopôle et le C.H.R. Mercy ; depuis le 7 janvier 2013 l'ensemble des services ont pour terminus le CHR Mercy, le terminus « Technopôle » ne devient qu'un simple arrêt intermédiaire. Les dimanches et jours fériés, cette ligne est exploitée par Keolis 3 Frontières sur le parcours République ↔ CHR Mercy.
- Depuis le 25 février, la ligne 5 dessert comme précédemment, avant la mise en service des lignes suburbaines « Proxis » les terminus « Jussy - Ste-Ruffine » ainsi que « Châtel - Saint-Germain » en remplacement de la ligne 104.
- Depuis le 25 février, la ligne 21 est prolongée de « Actipole de Borny » à « Hôpital Schuman ».

### Lignes urbaines complémentaires
| Ligne | Caractéristiques                                                                                                  | Caractéristiques                      | Caractéristiques                      | Caractéristiques                      | Caractéristiques                      | Caractéristiques                              | Caractéristiques                         | Caractéristiques                      | Caractéristiques                      |
| 5b    | République ⥋ Maison-Neuve                                                                                         | République ⥋ Maison-Neuve             | République ⥋ Maison-Neuve             | République ⥋ Maison-Neuve             | République ⥋ Maison-Neuve             | République ⥋ Maison-Neuve                     | République ⥋ Maison-Neuve                | République ⥋ Maison-Neuve             | République ⥋ Maison-Neuve             |
| ----- | --- | ------------------------------------- | ------------------------------------- | ------------------------------------- | ------------------------------------- | --------------------------------------------- | ---------------------------------------- | ------------------------------------- | ------------------------------------- |
| 5b    | Ouverture / Fermeture 7 janvier 2008 / 6 octobre 2013                                                             | Longueur —                            | Durée 28 min                          | Nb. d’arrêts 20                       | Matériel Standards                    | Jours de fonctionnement L, Ma, Me, J, V, S    | Jour / Soir / Nuit / Fêtes O / — / N / N | Voy. / an —                           | Exploitant TAMM                       |
| 5b    | Desserte : Metz, Longeville-lès-Metz, Scy-Chazelles, Moulins-lès-Metz, Rozérieulles                               |                                       |                                       |                                       |                                       |                                               |                                          |                                       |                                       |
| 5b    | Autre : |                                       |                                       |                                       |                                       |                                               |                                          |                                       |                                       |
| 5b    | Dernière actualisation : —                                                                                        |                                       |                                       |                                       |                                       |                                               |                                          |                                       |                                       |
| 10    | Saint-Éloy ⥋ Woippy - Place de France                                                                             | Saint-Éloy ⥋ Woippy - Place de France | Saint-Éloy ⥋ Woippy - Place de France | Saint-Éloy ⥋ Woippy - Place de France | Saint-Éloy ⥋ Woippy - Place de France | Saint-Éloy ⥋ Woippy - Place de France         | Saint-Éloy ⥋ Woippy - Place de France    | Saint-Éloy ⥋ Woippy - Place de France | Saint-Éloy ⥋ Woippy - Place de France |
| 10    | Ouverture / Fermeture 3 septembre 2012 / 6 octobre 2013                                                           | Longueur —                            | Durée 12 min                          | Nb. d’arrêts 11                       | Matériel Standards Midibus            | Jours de fonctionnement L, Ma, Me, J, V, S    | Jour / Soir / Nuit / Fêtes O / — / N / N | Voy. / an —                           | Exploitant Keolis 3 Frontières        |
| 10    | Desserte : Woippy                                                                                                 |                                       |                                       |                                       |                                       |                                               |                                          |                                       |                                       |
| 10    | Autre : La 10 remplace l'ancienne ligne 110 des TCRM, intégrée au réseau urbain après la mise en place de Proxis. |                                       |                                       |                                       |                                       |                                               |                                          |                                       |                                       |
| 10    | Dernière actualisation : —                                                                                        |                                       |                                       |                                       |                                       |                                               |                                          |                                       |                                       |
| 13    | Montigny - Coubertin ⥋ Mey                                                                                        | Montigny - Coubertin ⥋ Mey            | Montigny - Coubertin ⥋ Mey            | Montigny - Coubertin ⥋ Mey            | Montigny - Coubertin ⥋ Mey            | Montigny - Coubertin ⥋ Mey                    | Montigny - Coubertin ⥋ Mey               | Montigny - Coubertin ⥋ Mey            | Montigny - Coubertin ⥋ Mey            |
| 13    | Ouverture / Fermeture — / —                                                                                       | Longueur —                            | Durée 12 min                          | Nb. d’arrêts 37                       | Matériel Standards                    | Jours de fonctionnement L, Ma, Me, J, V, S, D | Jour / Soir / Nuit / Fêtes O / — / N / O | Voy. / an —                           | Exploitant TAMM                       |
| 13    | Desserte : Montigny-lès-Metz, Metz, Saint-Julien-lès-Metz, Vantoux, Mey                                           |                                       |                                       |                                       |                                       |                                               |                                          |                                       |                                       |
| 13    | Autre : |                                       |                                       |                                       |                                       |                                               |                                          |                                       |                                       |
| 13    | Dernière actualisation : —                                                                                        |                                       |                                       |                                       |                                       |                                               |                                          |                                       |                                       |
| 16    | République ⥋ Marly                                                                                                | République ⥋ Marly                    | République ⥋ Marly                    | République ⥋ Marly                    | République ⥋ Marly                    | République ⥋ Marly                            | République ⥋ Marly                       | République ⥋ Marly                    | République ⥋ Marly                    |
| 16    | Ouverture / Fermeture — / 6 octobre 2013                                                                          | Longueur —                            | Durée 35 min                          | Nb. d’arrêts 35                       | Matériel Standards Articulés          | Jours de fonctionnement L, Ma, Me, J, V, S, D | Jour / Soir / Nuit / Fêtes O / — / N / O | Voy. / an —                           | Exploitant Keolis 3 Frontières        |
| 16    | Desserte : Metz, Montigny-lès-Metz, Marly                                                                         |                                       |                                       |                                       |                                       |                                               |                                          |                                       |                                       |
| 16    | Autre : |                                       |                                       |                                       |                                       |                                               |                                          |                                       |                                       |
| 16    | Dernière actualisation : —                                                                                        |                                       |                                       |                                       |                                       |                                               |                                          |                                       |                                       |
| 17    | République ⥋ Saint-Julien-lès-Metz                                                                                | République ⥋ Saint-Julien-lès-Metz    | République ⥋ Saint-Julien-lès-Metz    | République ⥋ Saint-Julien-lès-Metz    | République ⥋ Saint-Julien-lès-Metz    | République ⥋ Saint-Julien-lès-Metz            | République ⥋ Saint-Julien-lès-Metz       | République ⥋ Saint-Julien-lès-Metz    | République ⥋ Saint-Julien-lès-Metz    |
| 17    | Ouverture / Fermeture — / 6 octobre 2013                                                                          | Longueur —                            | Durée 21 min                          | Nb. d’arrêts 25                       | Matériel Standards Articulés          | Jours de fonctionnement L, Ma, Me, J, V, S, D | Jour / Soir / Nuit / Fêtes O / — / N / O | Voy. / an —                           | Exploitant Rapides de Lorraine        |
| 17    | Desserte : Metz, Saint-Julien-lès-Metz                                                                            |                                       |                                       |                                       |                                       |                                               |                                          |                                       |                                       |
| 17    | Autre : |                                       |                                       |                                       |                                       |                                               |                                          |                                       |                                       |
| 17    | Dernière actualisation : —                                                                                        |                                       |                                       |                                       |                                       |                                               |                                          |                                       |                                       |
| 27    | République ⥋ Plappeville                                                                                          | République ⥋ Plappeville              | République ⥋ Plappeville              | République ⥋ Plappeville              | République ⥋ Plappeville              | République ⥋ Plappeville                      | République ⥋ Plappeville                 | République ⥋ Plappeville              | République ⥋ Plappeville              |
| 27    | Ouverture / Fermeture — / 6 octobre 2013                                                                          | Longueur —                            | Durée 26 min                          | Nb. d’arrêts 21                       | Matériel Standards                    | Jours de fonctionnement L, Ma, Me, J, V, S, D | Jour / Soir / Nuit / Fêtes O / — / N / O | Voy. / an —                           | Exploitant TAMM                       |
| 27    | Desserte : Metz, Le Ban-Saint-Martin, Plappeville                                                                 |                                       |                                       |                                       |                                       |                                               |                                          |                                       |                                       |
| 27    | Autre : |                                       |                                       |                                       |                                       |                                               |                                          |                                       |                                       |
| 27    | Dernière actualisation : —                                                                                        |                                       |                                       |                                       |                                       |                                               |                                          |                                       |                                       |

### Lignes suburbaines «Proxis»
| Ligne | Caractéristiques | Caractéristiques                                                | Caractéristiques                                                | Caractéristiques                                                | Caractéristiques                                                | Caractéristiques                                                | Caractéristiques                                                | Caractéristiques                                                | Caractéristiques                                                |
| 101   | Pôle d'Échange Multimodal ⥋ Coin-sur-Seille | Pôle d'Échange Multimodal ⥋ Coin-sur-Seille                     | Pôle d'Échange Multimodal ⥋ Coin-sur-Seille                     | Pôle d'Échange Multimodal ⥋ Coin-sur-Seille                     | Pôle d'Échange Multimodal ⥋ Coin-sur-Seille                     | Pôle d'Échange Multimodal ⥋ Coin-sur-Seille                     | Pôle d'Échange Multimodal ⥋ Coin-sur-Seille                     | Pôle d'Échange Multimodal ⥋ Coin-sur-Seille                     | Pôle d'Échange Multimodal ⥋ Coin-sur-Seille                     |
| ----- | --- | --------------------------------------------------------------- | --------------------------------------------------------------- | --------------------------------------------------------------- | --------------------------------------------------------------- | --------------------------------------------------------------- | --------------------------------------------------------------- | --------------------------------------------------------------- | --------------------------------------------------------------- |
| 101   | Ouverture / Fermeture 3 septembre 2012 / — | Longueur —                                                      | Durée —                                                         | Nb. d’arrêts 22                                                 | Matériel —                                                      | Jours de fonctionnement L, Ma, Me, J, V, S, D                   | Jour / Soir / Nuit / Fêtes O / — / N / O                        | Voy. / an —                                                     | Exploitant Keolis 3 Frontières                                  |
| 101   | Desserte : Metz, Montigny-lès-Metz, Marly, Cuvry, Coin-lès-Cuvry, Pournoy-la-Chétive, Coin-sur-Seille |                                                                 |                                                                 |                                                                 |                                                                 |                                                                 |                                                                 |                                                                 |                                                                 |
| 101   | Autre : - La ligne n'est régulière qu'en heures de pointe du lundi au samedi, en heures creuses ainsi que le dimanche les horaires ne sont déclenchés que sur réservation. - Certains services sont effectués par la ligne 65 du réseau interurbain TIM. - Ancienne ligne 126 du réseau TCRM. |                                                                 |                                                                 |                                                                 |                                                                 |                                                                 |                                                                 |                                                                 |                                                                 |
| 101   | Dernière actualisation : — |                                                                 |                                                                 |                                                                 |                                                                 |                                                                 |                                                                 |                                                                 |                                                                 |
| 102   | Pôle d'Échange Multimodal ⥋ Marieulles | Pôle d'Échange Multimodal ⥋ Marieulles                          | Pôle d'Échange Multimodal ⥋ Marieulles                          | Pôle d'Échange Multimodal ⥋ Marieulles                          | Pôle d'Échange Multimodal ⥋ Marieulles                          | Pôle d'Échange Multimodal ⥋ Marieulles                          | Pôle d'Échange Multimodal ⥋ Marieulles                          | Pôle d'Échange Multimodal ⥋ Marieulles                          | Pôle d'Échange Multimodal ⥋ Marieulles                          |
| 102   | Ouverture / Fermeture 3 septembre 2012 / — | Longueur —                                                      | Durée —                                                         | Nb. d’arrêts 21                                                 | Matériel autobus                                                | Jours de fonctionnement L, Ma, Me, J, V, S, D                   | Jour / Soir / Nuit / Fêtes O / — / N / O                        | Voy. / an —                                                     | Exploitant TAMM                                                 |
| 102   | Desserte : Metz, Montigny-lès-Metz, Marly, Augny, Féy, Marieulles |                                                                 |                                                                 |                                                                 |                                                                 |                                                                 |                                                                 |                                                                 |                                                                 |
| 102   | Autre : - La ligne n'est régulière qu'en heures de pointe du lundi au samedi, en heures creuses ainsi que le dimanche les horaires ne sont déclenchés que sur réservation. - Fusion des anciennes lignes 101 et 116 du réseau TCRM. |                                                                 |                                                                 |                                                                 |                                                                 |                                                                 |                                                                 |                                                                 |                                                                 |
| 102   | Dernière actualisation : — |                                                                 |                                                                 |                                                                 |                                                                 |                                                                 |                                                                 |                                                                 |                                                                 |
| 103   | Pôle d'Échange Multimodal ⥋ Vernéville | Pôle d'Échange Multimodal ⥋ Vernéville                          | Pôle d'Échange Multimodal ⥋ Vernéville                          | Pôle d'Échange Multimodal ⥋ Vernéville                          | Pôle d'Échange Multimodal ⥋ Vernéville                          | Pôle d'Échange Multimodal ⥋ Vernéville                          | Pôle d'Échange Multimodal ⥋ Vernéville                          | Pôle d'Échange Multimodal ⥋ Vernéville                          | Pôle d'Échange Multimodal ⥋ Vernéville                          |
| 103   | Ouverture / Fermeture 3 septembre 2012 / — | Longueur —                                                      | Durée —                                                         | Nb. d’arrêts 17                                                 | Matériel —                                                      | Jours de fonctionnement L, Ma, Me, J, V, S, D                   | Jour / Soir / Nuit / Fêtes O / — / N / O                        | Voy. / an —                                                     | Exploitant Keolis 3 Frontières                                  |
| 103   | Desserte : Metz, Moulins-lès-Metz, Vaux, Ars-sur-Moselle, Gravelotte, Vernéville |                                                                 |                                                                 |                                                                 |                                                                 |                                                                 |                                                                 |                                                                 |                                                                 |
| 103   | Autre : - Transport sur réservation : La desserte d'Ars-sur-Moselle (zone 307) est complété par un service à la demande en rabattement à l'arrêt Ars-sur-Moselle. - La ligne n'est régulière qu'en heures de pointe du lundi au samedi, en heures creuses ainsi que le dimanche les horaires ne sont déclenchés que sur réservation. - Certains services sont effectués par la ligne 78 du réseau interurbain TIM. - Fusion des anciennes lignes 102, 112 et 115 du réseau TCRM.                          |                                                                 |                                                                 |                                                                 |                                                                 |                                                                 |                                                                 |                                                                 |                                                                 |
| 103   | Dernière actualisation : — |                                                                 |                                                                 |                                                                 |                                                                 |                                                                 |                                                                 |                                                                 |                                                                 |
| 105   | Pôle d'Échange Multimodal / Gare Routière ⥋ Woippy - Bellevue | Pôle d'Échange Multimodal / Gare Routière ⥋ Woippy - Bellevue   | Pôle d'Échange Multimodal / Gare Routière ⥋ Woippy - Bellevue   | Pôle d'Échange Multimodal / Gare Routière ⥋ Woippy - Bellevue   | Pôle d'Échange Multimodal / Gare Routière ⥋ Woippy - Bellevue   | Pôle d'Échange Multimodal / Gare Routière ⥋ Woippy - Bellevue   | Pôle d'Échange Multimodal / Gare Routière ⥋ Woippy - Bellevue   | Pôle d'Échange Multimodal / Gare Routière ⥋ Woippy - Bellevue   | Pôle d'Échange Multimodal / Gare Routière ⥋ Woippy - Bellevue   |
| 105   | Ouverture / Fermeture 3 septembre 2012 / — | Longueur —                                                      | Durée —                                                         | Nb. d’arrêts 20                                                 | Matériel —                                                      | Jours de fonctionnement L, Ma, Me, J, V, S, D                   | Jour / Soir / Nuit / Fêtes O / — / N / O                        | Voy. / an —                                                     | Exploitant —                                                    |
| 105   | Desserte : Metz, Woippy |                                                                 |                                                                 |                                                                 |                                                                 |                                                                 |                                                                 |                                                                 |                                                                 |
| 105   | Autre : - La ligne n'est régulière qu'en heures de pointe, en heures creuses les horaires ne sont déclenchés que sur réservation. - Les services réguliers sont assurés par les lignes 50 et 77 du réseau interurbain TIM au départ de Gare Routière tandis que les services sur réservation sont assurés au départ de Pôle d'Échange Multimodal. |                                                                 |                                                                 |                                                                 |                                                                 |                                                                 |                                                                 |                                                                 |                                                                 |
| 105   | Dernière actualisation : — |                                                                 |                                                                 |                                                                 |                                                                 |                                                                 |                                                                 |                                                                 |                                                                 |
| 106   | Pôle d'Échange Multimodal ⥋ Saint-Privat-la-Montagne | Pôle d'Échange Multimodal ⥋ Saint-Privat-la-Montagne            | Pôle d'Échange Multimodal ⥋ Saint-Privat-la-Montagne            | Pôle d'Échange Multimodal ⥋ Saint-Privat-la-Montagne            | Pôle d'Échange Multimodal ⥋ Saint-Privat-la-Montagne            | Pôle d'Échange Multimodal ⥋ Saint-Privat-la-Montagne            | Pôle d'Échange Multimodal ⥋ Saint-Privat-la-Montagne            | Pôle d'Échange Multimodal ⥋ Saint-Privat-la-Montagne            | Pôle d'Échange Multimodal ⥋ Saint-Privat-la-Montagne            |
| 106   | Ouverture / Fermeture 3 septembre 2012 / — | Longueur —                                                      | Durée —                                                         | Nb. d’arrêts 32                                                 | Matériel autobus                                                | Jours de fonctionnement L, Ma, Me, J, V, S, D                   | Jour / Soir / Nuit / Fêtes O / — / N / O                        | Voy. / an —                                                     | Exploitant TAMM                                                 |
| 106   | Desserte : Metz, Lorry-lès-Metz, Amanvillers, Saint-Privat-la-Montagne |                                                                 |                                                                 |                                                                 |                                                                 |                                                                 |                                                                 |                                                                 |                                                                 |
| 106   | Autre : - Transport sur réservation : La desserte de Vigneulles (zone 306) est complété par un service à la demande en rabattement à l'arrêt Lorry (Grand'Rue). - La ligne n'est régulière qu'en heures de pointe du lundi au samedi, en heures creuses ainsi que le dimanche les horaires ne sont déclenchés que sur réservation. - Ancienne ligne 106 du réseau TCRM. |                                                                 |                                                                 |                                                                 |                                                                 |                                                                 |                                                                 |                                                                 |                                                                 |
| 106   | Dernière actualisation : — |                                                                 |                                                                 |                                                                 |                                                                 |                                                                 |                                                                 |                                                                 |                                                                 |
| 107   | Pôle d'Échange Multimodal ⥋ Saulny | Pôle d'Échange Multimodal ⥋ Saulny                              | Pôle d'Échange Multimodal ⥋ Saulny                              | Pôle d'Échange Multimodal ⥋ Saulny                              | Pôle d'Échange Multimodal ⥋ Saulny                              | Pôle d'Échange Multimodal ⥋ Saulny                              | Pôle d'Échange Multimodal ⥋ Saulny                              | Pôle d'Échange Multimodal ⥋ Saulny                              | Pôle d'Échange Multimodal ⥋ Saulny                              |
| 107   | Ouverture / Fermeture 3 septembre 2012 / — | Longueur —                                                      | Durée —                                                         | Nb. d’arrêts 21                                                 | Matériel autocar                                                | Jours de fonctionnement L, Ma, Me, J, V, S, D                   | Jour / Soir / Nuit / Fêtes O / — / N / O                        | Voy. / an —                                                     | Exploitant Keolis 3 Frontières                                  |
| 107   | Desserte : Metz, Lorry-lès-Metz, Saulny |                                                                 |                                                                 |                                                                 |                                                                 |                                                                 |                                                                 |                                                                 |                                                                 |
| 107   | Autre : - La ligne n'est régulière qu'en heures de pointe du lundi au samedi, en heures creuses ainsi que le dimanche les horaires ne sont déclenchés que sur réservation. - Certains services sont effectués par la ligne 68 du réseau interurbain TIM. - Ancienne ligne 107 du réseau TCRM. |                                                                 |                                                                 |                                                                 |                                                                 |                                                                 |                                                                 |                                                                 |                                                                 |
| 107   | Dernière actualisation : — |                                                                 |                                                                 |                                                                 |                                                                 |                                                                 |                                                                 |                                                                 |                                                                 |
| 108   | Pôle d'Échange Multimodal ⥋ Vany | Pôle d'Échange Multimodal ⥋ Vany                                | Pôle d'Échange Multimodal ⥋ Vany                                | Pôle d'Échange Multimodal ⥋ Vany                                | Pôle d'Échange Multimodal ⥋ Vany                                | Pôle d'Échange Multimodal ⥋ Vany                                | Pôle d'Échange Multimodal ⥋ Vany                                | Pôle d'Échange Multimodal ⥋ Vany                                | Pôle d'Échange Multimodal ⥋ Vany                                |
| 108   | Ouverture / Fermeture 3 septembre 2012 / — | Longueur —                                                      | Durée —                                                         | Nb. d’arrêts 18                                                 | Matériel —                                                      | Jours de fonctionnement L, Ma, Me, J, V, S, D                   | Jour / Soir / Nuit / Fêtes O / — / N / O                        | Voy. / an —                                                     | Exploitant Rapides de Lorraine                                  |
| 108   | Desserte : Metz, Saint-Julien-lès-Metz, Chieulles, Vany |                                                                 |                                                                 |                                                                 |                                                                 |                                                                 |                                                                 |                                                                 |                                                                 |
| 108   | Autre : - La ligne n'est régulière qu'en heures de pointe du lundi au samedi, en heures creuses ainsi que le dimanche les horaires ne sont déclenchés que sur réservation. - * Ancienne ligne 108 du réseau TCRM. |                                                                 |                                                                 |                                                                 |                                                                 |                                                                 |                                                                 |                                                                 |                                                                 |
| 108   | Dernière actualisation : — |                                                                 |                                                                 |                                                                 |                                                                 |                                                                 |                                                                 |                                                                 |                                                                 |
| 109   | Pôle d'Échange Multimodal ⥋ Noisseville | Pôle d'Échange Multimodal ⥋ Noisseville                         | Pôle d'Échange Multimodal ⥋ Noisseville                         | Pôle d'Échange Multimodal ⥋ Noisseville                         | Pôle d'Échange Multimodal ⥋ Noisseville                         | Pôle d'Échange Multimodal ⥋ Noisseville                         | Pôle d'Échange Multimodal ⥋ Noisseville                         | Pôle d'Échange Multimodal ⥋ Noisseville                         | Pôle d'Échange Multimodal ⥋ Noisseville                         |
| 109   | Ouverture / Fermeture 3 septembre 2012 / — | Longueur —                                                      | Durée —                                                         | Nb. d’arrêts 25                                                 | Matériel —                                                      | Jours de fonctionnement L, Ma, Me, J, V, S, D                   | Jour / Soir / Nuit / Fêtes O / — / N / O                        | Voy. / an —                                                     | Exploitant Rapides de Lorraine                                  |
| 109   | Desserte : Metz, Saint-Julien-lès-Metz, Vantoux, Nouilly, Noisseville |                                                                 |                                                                 |                                                                 |                                                                 |                                                                 |                                                                 |                                                                 |                                                                 |
| 109   | Autre : - Transport sur réservation : La desserte de Noisseville - Lauvallières (zone 304) est complété par un service à la demande en rabattement à l'arrêt Mas au Lièvre. - La ligne n'est régulière qu'en heures de pointe du lundi au samedi, en heures creuses ainsi que le dimanche les horaires ne sont déclenchés que sur réservation. - L'arrêt Les Chaulmes n'est pas desservi directement par la ligne 109 mais par la ligne 4 du réseau interurbain TIM. - Ancienne ligne 109 du réseau TCRM. |                                                                 |                                                                 |                                                                 |                                                                 |                                                                 |                                                                 |                                                                 |                                                                 |
| 109   | Dernière actualisation : — |                                                                 |                                                                 |                                                                 |                                                                 |                                                                 |                                                                 |                                                                 |                                                                 |
| 110   | Pôle d'Échange Multimodal / Gare Routière ⥋ Woippy - Saint-Rémy | Pôle d'Échange Multimodal / Gare Routière ⥋ Woippy - Saint-Rémy | Pôle d'Échange Multimodal / Gare Routière ⥋ Woippy - Saint-Rémy | Pôle d'Échange Multimodal / Gare Routière ⥋ Woippy - Saint-Rémy | Pôle d'Échange Multimodal / Gare Routière ⥋ Woippy - Saint-Rémy | Pôle d'Échange Multimodal / Gare Routière ⥋ Woippy - Saint-Rémy | Pôle d'Échange Multimodal / Gare Routière ⥋ Woippy - Saint-Rémy | Pôle d'Échange Multimodal / Gare Routière ⥋ Woippy - Saint-Rémy | Pôle d'Échange Multimodal / Gare Routière ⥋ Woippy - Saint-Rémy |
| 110   | Ouverture / Fermeture 3 septembre 2012 / — | Longueur —                                                      | Durée —                                                         | Nb. d’arrêts 18                                                 | Matériel —                                                      | Jours de fonctionnement L, Ma, Me, J, V, S, D                   | Jour / Soir / Nuit / Fêtes O / — / N / O                        | Voy. / an —                                                     | Exploitant —                                                    |
| 110   | Desserte : Metz, Woippy |                                                                 |                                                                 |                                                                 |                                                                 |                                                                 |                                                                 |                                                                 |                                                                 |
| 110   | Autre : - La majorité des services sont réguliers, certains horaires sont sur réservation. - Les services réguliers sont assurés par les lignes 46 à 49 du réseau interurbain TIM au départ de Gare Routière tandis que les services sur réservation sont assurés au départ de Pôle d'Échange Multimodal. |                                                                 |                                                                 |                                                                 |                                                                 |                                                                 |                                                                 |                                                                 |                                                                 |
| 110   | Dernière actualisation : — |                                                                 |                                                                 |                                                                 |                                                                 |                                                                 |                                                                 |                                                                 |                                                                 |
| 111   | Pôle d'Échange Multimodal ⥋ La Maxe | Pôle d'Échange Multimodal ⥋ La Maxe                             | Pôle d'Échange Multimodal ⥋ La Maxe                             | Pôle d'Échange Multimodal ⥋ La Maxe                             | Pôle d'Échange Multimodal ⥋ La Maxe                             | Pôle d'Échange Multimodal ⥋ La Maxe                             | Pôle d'Échange Multimodal ⥋ La Maxe                             | Pôle d'Échange Multimodal ⥋ La Maxe                             | Pôle d'Échange Multimodal ⥋ La Maxe                             |
| 111   | Ouverture / Fermeture 3 septembre 2012 / — | Longueur —                                                      | Durée —                                                         | Nb. d’arrêts 21                                                 | Matériel —                                                      | Jours de fonctionnement L, Ma, Me, J, V, S, D                   | Jour / Soir / Nuit / Fêtes O / — / N / O                        | Voy. / an —                                                     | Exploitant TAMM                                                 |
| 111   | Desserte : Metz, La Maxe |                                                                 |                                                                 |                                                                 |                                                                 |                                                                 |                                                                 |                                                                 |                                                                 |
| 111   | Autre : - La ligne n'est régulière qu'en heures de pointe du lundi au samedi, en heures creuses ainsi que le dimanche les horaires ne sont déclenchés que sur réservation. - Ancienne ligne 6 du réseau TCRM. |                                                                 |                                                                 |                                                                 |                                                                 |                                                                 |                                                                 |                                                                 |                                                                 |
| 111   | Dernière actualisation : — |                                                                 |                                                                 |                                                                 |                                                                 |                                                                 |                                                                 |                                                                 |                                                                 |
| 112   | Pôle d'Échange Multimodal ⥋ Laquenexy | Pôle d'Échange Multimodal ⥋ Laquenexy                           | Pôle d'Échange Multimodal ⥋ Laquenexy                           | Pôle d'Échange Multimodal ⥋ Laquenexy                           | Pôle d'Échange Multimodal ⥋ Laquenexy                           | Pôle d'Échange Multimodal ⥋ Laquenexy                           | Pôle d'Échange Multimodal ⥋ Laquenexy                           | Pôle d'Échange Multimodal ⥋ Laquenexy                           | Pôle d'Échange Multimodal ⥋ Laquenexy                           |
| 112   | Ouverture / Fermeture 3 septembre 2012 / — | Longueur —                                                      | Durée —                                                         | Nb. d’arrêts 21                                                 | Matériel —                                                      | Jours de fonctionnement L, Ma, Me, J, V, S, D                   | Jour / Soir / Nuit / Fêtes O / — / N / O                        | Voy. / an —                                                     | Exploitant Keolis 3 Frontières                                  |
| 112   | Desserte : Metz, Ars-Laquenexy, Laquenexy |                                                                 |                                                                 |                                                                 |                                                                 |                                                                 |                                                                 |                                                                 |                                                                 |
| 112   | Autre : - La ligne n'est régulière qu'en heures de pointe du lundi au samedi, en heures creuses ainsi que le dimanche les horaires ne sont déclenchés que sur réservation. - Ancienne ligne 114 du réseau TCRM. |                                                                 |                                                                 |                                                                 |                                                                 |                                                                 |                                                                 |                                                                 |                                                                 |
| 112   | Dernière actualisation : — |                                                                 |                                                                 |                                                                 |                                                                 |                                                                 |                                                                 |                                                                 |                                                                 |
| 113   | Pôle d'Échange Multimodal / Gare Routière ⥋ Pouilly | Pôle d'Échange Multimodal / Gare Routière ⥋ Pouilly             | Pôle d'Échange Multimodal / Gare Routière ⥋ Pouilly             | Pôle d'Échange Multimodal / Gare Routière ⥋ Pouilly             | Pôle d'Échange Multimodal / Gare Routière ⥋ Pouilly             | Pôle d'Échange Multimodal / Gare Routière ⥋ Pouilly             | Pôle d'Échange Multimodal / Gare Routière ⥋ Pouilly             | Pôle d'Échange Multimodal / Gare Routière ⥋ Pouilly             | Pôle d'Échange Multimodal / Gare Routière ⥋ Pouilly             |
| 113   | Ouverture / Fermeture 3 septembre 2012 / — | Longueur —                                                      | Durée —                                                         | Nb. d’arrêts 17                                                 | Matériel —                                                      | Jours de fonctionnement L, Ma, Me, J, V, S, D                   | Jour / Soir / Nuit / Fêtes O / — / N / O                        | Voy. / an —                                                     | Exploitant Keolis 3 Frontières                                  |
| 113   | Desserte : Metz, Magny, Pouilly |                                                                 |                                                                 |                                                                 |                                                                 |                                                                 |                                                                 |                                                                 |                                                                 |
| 113   | Autre : - La ligne n'est régulière qu'en heures de pointe du lundi au samedi, en heures creuses ainsi que le dimanche les horaires ne sont déclenchés que sur réservation. - Certains services sont effectués par les lignes 61 et 64 du réseau interurbain TIM au départ de Gare Routière avec trajet direct vers Pouilly. - Ancienne ligne 113 du réseau TCRM. |                                                                 |                                                                 |                                                                 |                                                                 |                                                                 |                                                                 |                                                                 |                                                                 |
| 113   | Dernière actualisation : — |                                                                 |                                                                 |                                                                 |                                                                 |                                                                 |                                                                 |                                                                 |                                                                 |

### Minilignes
| Ligne | Caractéristiques | Caractéristiques                  | Caractéristiques                  | Caractéristiques                  | Caractéristiques                  | Caractéristiques                              | Caractéristiques                         | Caractéristiques                  | Caractéristiques                  |
| 83    | Navette de centre-ville Artéo | Navette de centre-ville Artéo     | Navette de centre-ville Artéo     | Navette de centre-ville Artéo     | Navette de centre-ville Artéo     | Navette de centre-ville Artéo                 | Navette de centre-ville Artéo            | Navette de centre-ville Artéo     | Navette de centre-ville Artéo     |
| 83    | Préfecture ⥋ Centre Pompidou-Metz | Préfecture ⥋ Centre Pompidou-Metz | Préfecture ⥋ Centre Pompidou-Metz | Préfecture ⥋ Centre Pompidou-Metz | Préfecture ⥋ Centre Pompidou-Metz | Préfecture ⥋ Centre Pompidou-Metz             | Préfecture ⥋ Centre Pompidou-Metz        | Préfecture ⥋ Centre Pompidou-Metz | Préfecture ⥋ Centre Pompidou-Metz |
| ----- | --- | --------------------------------- | --------------------------------- | --------------------------------- | --------------------------------- | --------------------------------------------- | ---------------------------------------- | --------------------------------- | --------------------------------- |
| 83    | Ouverture / Fermeture 10 mai 2010 / — | Longueur —                        | Durée —                           | Nb. d’arrêts 11                   | Matériel Minibus                  | Jours de fonctionnement L, Ma, Me, J, V, S    | Jour / Soir / Nuit / Fêtes O / — / N / N | Voy. / an 149 000                 | Exploitant TAMM                   |
| 83    | Desserte : Metz |                                   |                                   |                                   |                                   |                                               |                                          |                                   |                                   |
| 83    | Autre : - À la suite d'une réclamation du réseau de transport d'Arras, la ligne initialement dénommée Artis a été renommée Arteo car ce réseau utilisait déjà ce nom.                                                                                            |                                   |                                   |                                   |                                   |                                               |                                          |                                   |                                   |
| 83    | Dernière actualisation : — |                                   |                                   |                                   |                                   |                                               |                                          |                                   |                                   |
| 84    | Miniligne Augny | Miniligne Augny                   | Miniligne Augny                   | Miniligne Augny                   | Miniligne Augny                   | Miniligne Augny                               | Miniligne Augny                          | Miniligne Augny                   | Miniligne Augny                   |
| 84    | Moulins-Tournebride ⥋ Augny |                                   |                                   |                                   |                                   |                                               |                                          |                                   |                                   |
| 84    | Ouverture / Fermeture 3 septembre 2012 / — | Longueur —                        | Durée 15 min                      | Nb. d’arrêts 8                    | Matériel Minibus                  | Jours de fonctionnement L, Ma, Me, J, V, S    | Jour / Soir / Nuit / Fêtes O / — / N / N | Voy. / an —                       | Exploitant Keolis 3 Frontières    |
| 84    | Desserte : Moulins-lès-Metz, Augny |                                   |                                   |                                   |                                   |                                               |                                          |                                   |                                   |
| 84    | Autre : - La ligne n'est régulière qu'en heures de pointe du lundi au samedi, en heures creuses les horaires ne sont déclenchés que sur réservation. |                                   |                                   |                                   |                                   |                                               |                                          |                                   |                                   |
| 84    | Dernière actualisation : — |                                   |                                   |                                   |                                   |                                               |                                          |                                   |                                   |
| 85    | Miniligne Montigny | Miniligne Montigny                | Miniligne Montigny                | Miniligne Montigny                | Miniligne Montigny                | Miniligne Montigny                            | Miniligne Montigny                       | Miniligne Montigny                | Miniligne Montigny                |
| 85    | Les Friches - Coubertin ⥋ Vacons - Scapone |                                   |                                   |                                   |                                   |                                               |                                          |                                   |                                   |
| 85    | Ouverture / Fermeture 31 août 1992 / — | Longueur —                        | Durée 21 min                      | Nb. d’arrêts 21                   | Matériel Minibus                  | Jours de fonctionnement Ma, Me, V             | Jour / Soir / Nuit / Fêtes O / — / N / N | Voy. / an 4 400                   | Exploitant TAMM                   |
| 85    | Desserte : Montigny-lès-Metz |                                   |                                   |                                   |                                   |                                               |                                          |                                   |                                   |
| 85    | Autre : |                                   |                                   |                                   |                                   |                                               |                                          |                                   |                                   |
| 85    | Dernière actualisation : — |                                   |                                   |                                   |                                   |                                               |                                          |                                   |                                   |
| 86    | Navette Plantières | Navette Plantières                | Navette Plantières                | Navette Plantières                | Navette Plantières                | Navette Plantières                            | Navette Plantières                       | Navette Plantières                | Navette Plantières                |
| 86    | (Circulaire) Cimetière de l'Est ⥋ Cimetière de l'Est |                                   |                                   |                                   |                                   |                                               |                                          |                                   |                                   |
| 86    | Ouverture / Fermeture 29 août 2011 / 6 octobre 2013 | Longueur —                        | Durée 7 min                       | Nb. d’arrêts 7                    | Matériel Minibus                  | Jours de fonctionnement L, Ma, Me, J, V, S    | Jour / Soir / Nuit / Fêtes O / — / N / N | Voy. / an —                       | Exploitant TAMM                   |
| 86    | Desserte : Metz |                                   |                                   |                                   |                                   |                                               |                                          |                                   |                                   |
| 86    | Autre : |                                   |                                   |                                   |                                   |                                               |                                          |                                   |                                   |
| 86    | Dernière actualisation : — |                                   |                                   |                                   |                                   |                                               |                                          |                                   |                                   |
| 88    | Miniligne Lessy (Proxis) | Miniligne Lessy (Proxis)          | Miniligne Lessy (Proxis)          | Miniligne Lessy (Proxis)          | Miniligne Lessy (Proxis)          | Miniligne Lessy (Proxis)                      | Miniligne Lessy (Proxis)                 | Miniligne Lessy (Proxis)          | Miniligne Lessy (Proxis)          |
| 88    | Moulins ⥋ Le Quoity |                                   |                                   |                                   |                                   |                                               |                                          |                                   |                                   |
| 88    | Ouverture / Fermeture 25 février 2013 / — | Longueur —                        | Durée —                           | Nb. d’arrêts 7                    | Matériel Minibus                  | Jours de fonctionnement L, Ma, Me, J, V, S, D | Jour / Soir / Nuit / Fêtes O / — / N / O | Voy. / an —                       | Exploitant Rapides de Lorraine    |
| 88    | Desserte : Moulins-lès-Metz, Lessy |                                   |                                   |                                   |                                   |                                               |                                          |                                   |                                   |
| 88    | Autre : Ce service est un transport à la demande sur réservation téléphonique reliant Lessy à Moulins avec une correspondance avec la ligne 5/25. Ce service remplace le TAD zonal de Lessy (zone 301) intégré à la ligne 104 qui est supprimée.                 |                                   |                                   |                                   |                                   |                                               |                                          |                                   |                                   |
| 88    | Dernière actualisation : — |                                   |                                   |                                   |                                   |                                               |                                          |                                   |                                   |
| 89    | Miniligne Scy-Chazelles (Proxis) | Miniligne Scy-Chazelles (Proxis)  | Miniligne Scy-Chazelles (Proxis)  | Miniligne Scy-Chazelles (Proxis)  | Miniligne Scy-Chazelles (Proxis)  | Miniligne Scy-Chazelles (Proxis)              | Miniligne Scy-Chazelles (Proxis)         | Miniligne Scy-Chazelles (Proxis)  | Miniligne Scy-Chazelles (Proxis)  |
| 89    | En Prille ⥋ Scy-Chazelles |                                   |                                   |                                   |                                   |                                               |                                          |                                   |                                   |
| 89    | Ouverture / Fermeture 25 février 2013 / — | Longueur —                        | Durée —                           | Nb. d’arrêts 5                    | Matériel Minibus                  | Jours de fonctionnement L, Ma, Me, J, V, S, D | Jour / Soir / Nuit / Fêtes O / — / N / O | Voy. / an —                       | Exploitant Rapides de Lorraine    |
| 89    | Desserte : Moulins-lès-Metz, Scy-Chazelles |                                   |                                   |                                   |                                   |                                               |                                          |                                   |                                   |
| 89    | Autre : Ce service est un transport à la demande sur réservation téléphonique reliant Scy-Chazelles à Moulins avec une correspondance avec la ligne 5/25. Ce service remplace le TAD zonal de Scy-Chazelles (zone 302) intégré à la ligne 104 qui est supprimée. |                                   |                                   |                                   |                                   |                                               |                                          |                                   |                                   |
| 89    | Dernière actualisation : — |                                   |                                   |                                   |                                   |                                               |                                          |                                   |                                   |
| 90    | Miniligne Vaux (Proxis) | Miniligne Vaux (Proxis)           | Miniligne Vaux (Proxis)           | Miniligne Vaux (Proxis)           | Miniligne Vaux (Proxis)           | Miniligne Vaux (Proxis)                       | Miniligne Vaux (Proxis)                  | Miniligne Vaux (Proxis)           | Miniligne Vaux (Proxis)           |
| 90    | Moulins ⥋ Vaux |                                   |                                   |                                   |                                   |                                               |                                          |                                   |                                   |
| 90    | Ouverture / Fermeture 25 février 2013 / — | Longueur —                        | Durée —                           | Nb. d’arrêts 5                    | Matériel Minibus                  | Jours de fonctionnement L, Ma, Me, J, V, S, D | Jour / Soir / Nuit / Fêtes O / — / N / O | Voy. / an —                       | Exploitant Rapides de Lorraine    |
| 90    | Desserte : Moulins-lès-Metz, Vaux |                                   |                                   |                                   |                                   |                                               |                                          |                                   |                                   |
| 90    | Autre : Ce service est un transport à la demande sur réservation téléphonique reliant Vaux à Moulins avec une correspondance avec la ligne 5/25. Ce service remplace le TAD zonal de Vaux (zone 305) intégré à la ligne 104 qui est supprimée.                   |                                   |                                   |                                   |                                   |                                               |                                          |                                   |                                   |
| 90    | Dernière actualisation : — |                                   |                                   |                                   |                                   |                                               |                                          |                                   |                                   |
| 208   | Liaison Zone Commerciale Actisud | Liaison Zone Commerciale Actisud  | Liaison Zone Commerciale Actisud  | Liaison Zone Commerciale Actisud  | Liaison Zone Commerciale Actisud  | Liaison Zone Commerciale Actisud              | Liaison Zone Commerciale Actisud         | Liaison Zone Commerciale Actisud  | Liaison Zone Commerciale Actisud  |
| 208   | Ars-sur-Moselle ⥋ Actisud |                                   |                                   |                                   |                                   |                                               |                                          |                                   |                                   |
| 208   | Ouverture / Fermeture 3 septembre 2012 / — | Longueur —                        | Durée —                           | Nb. d’arrêts 13                   | Matériel Minibus                  | Jours de fonctionnement L, Ma, Me, J, V, S    | Jour / Soir / Nuit / Fêtes O / — / N / N | Voy. / an —                       | Exploitant —                      |
| 208   | Desserte : Ars-sur-Moselle, Moulins-lès-Metz, Augny |                                   |                                   |                                   |                                   |                                               |                                          |                                   |                                   |
| 208   | Autre : Ce service est un transport à la demande sur réservation téléphonique reliant Ars-sur-Moselle et la zone Actisud. Ce service ne compte pas d'arrêt de rabattement systématique, la prise en charge peut se faire à tous les arrêts.                      |                                   |                                   |                                   |                                   |                                               |                                          |                                   |                                   |
| 208   | Dernière actualisation : — |                                   |                                   |                                   |                                   |                                               |                                          |                                   |                                   |

- La navette 87 (desserte de Metz-Nord) a cessé tout service depuis le 2 novembre 2011[3].

### Lignes secondaires
Au 17 décembre 2012.
Ces services spéciaux fonctionnant en période scolaire sont accessibles à tout public.
| No       | Parcours | Exploitant                 |
| -------- | --- | -------------------------- |
| 200      | Vaux ↔ Collège Albert Camus                                                                                     | Rapides de Lorraine        |
| 201      | Rozérieulles / Jussy ↔ Collège Albert Camus                                                                     | Rapides de Lorraine        |
| 202      | Châtel-Saint-Germain ↔ Collège Albert Camus                                                                     | Rapides de Lorraine        |
| 203      | Scy-Chazelles / Lessy ↔ Collège Albert Camus                                                                    | Rapides de Lorraine        |
| 204      | Scy-Chazelles / Lessy ↔ En Prille (desserte intra-communale)                                                    | N.C.                       |
| 205      | Noisseville / Nouilly ↔ Mey / Vantoux                                                                           | Rapides de Lorraine        |
| 206      | Ars-sur-Moselle ↔ Moulins                                                                                       | Keolis 3 Frontières        |
| 207      | Ars-Laquenexy ↔ Institut De La Salle                                                                            | TAMM / Rapides de Lorraine |
| 18 / 270 | Saulcy ↔ Saint-Julien Fort (commercialement numérotée 18 et indicée 270 en interne)                             | TAMM / Rapides de Lorraine |
| 271      | République ↔ Queleu (Institut De La Salle) ou Lycée Robert Schuman ↔ Collège P. Valéry (Intégré à la ligne 4)   | TAMM                       |
| 272      | Grange-aux-Bois ↔ Collège Ph. de Vigneulles ou Fort-Moselle ou Borny ↔ Collège P. Valéry (Intégré à la ligne 8) | TAMM                       |
| 273      | La Maxe ↔ Fort Moselle ↔ Pôle d'Échange Multimodal                                                              | TAMM                       |
| 276      | République ↔ L.P.R. Métiers du Bâtiment                                                                         | TAMM                       |
| 280      | Bellecroix ↔ Collège Philippe de Vigneulles                                                                     | TAMM                       |
| 281      | Vallières ↔ Technopôle ↔ Queuleu                                                                                | TAMM                       |
| 282      | Hauts de Vallières ↔ Collège J. Lagneau ↔ Technopôle                                                            | TAMM                       |
| 283      | Magny ↔ Technopôle                                                                                              | TAMM                       |
| 284      | Vany / Chieulles ↔ Collège Jules Lagneau (Intégré à la ligne 17)                                                | Rapides de Lorraine        |
| 285      | Noisseville / Nouilly / Mey ↔ Collège Jules Lagneau / Technopôle ↔ Institut De La Salle                         | Rapides de Lorraine        |
| 286      | Plappeville ↔ Collège Jean Bauchez / Ban-Saint-Martin                                                           | Keolis 3 Frontières        |
| 287      | Marieulles / Vezon / Fey ↔ Collège Mermoz                                                                       | N.C.                       |
| 288      | Coin-sur-Seille / Pournoy la Chétive / Coin-lès-Cuvry / Cuvry ↔ Collège Mermoz                                  | Keolis 3 Frontières        |
| 289      | Pouilly / Cuvry ↔ Collège Mermoz / Pôle d'Échange Multimodal                                                    | Keolis 3 Frontières        |
| 290      | Augny ↔ Collège Mermoz                                                                                          | Keolis 3 Frontières        |
| 291      | L.P.R. Métiers du Bâtiment ↔ Haut-de-Blémont (intégré à la ligne 3)                                             | TAMM                       |
| 293      | Marly ↔ Technopôle (Intégré à la ligne 16)                                                                      | Keolis 3 Frontières        |
| 294      | République ↔ L.P.R. A. Citroën Marly (Intégré à la ligne 16)                                                    | Keolis 3 Frontières        |
| 296      | Lorry ↔ Collège Jean Bauchez / Ban-Saint-Martin                                                                 | Keolis 3 Frontières        |
| 297      | Saulny ↔ Collège Pierre Mendès France / Woippy                                                                  | Keolis 3 Frontières        |
| 299      | Saint-Privat-la-Montagne ↔ Amanvilliers ↔ Châtel-Saint-Germain ↔ Moulins ↔ Pôle d'Échange Multimodal            | Keolis 3 Frontières        |

### Noctambus (lignes de soirée)
| Ligne | Caractéristiques                                          | Caractéristiques                     | Caractéristiques                     | Caractéristiques                     | Caractéristiques                     | Caractéristiques                              | Caractéristiques                         | Caractéristiques                     | Caractéristiques                     |
| 51    | Noctambus 51                                              | Noctambus 51                         | Noctambus 51                         | Noctambus 51                         | Noctambus 51                         | Noctambus 51                                  | Noctambus 51                             | Noctambus 51                         | Noctambus 51                         |
| 51    | Saint-Éloy ⥋ Borny - Grange-aux-Bois                      | Saint-Éloy ⥋ Borny - Grange-aux-Bois | Saint-Éloy ⥋ Borny - Grange-aux-Bois | Saint-Éloy ⥋ Borny - Grange-aux-Bois | Saint-Éloy ⥋ Borny - Grange-aux-Bois | Saint-Éloy ⥋ Borny - Grange-aux-Bois          | Saint-Éloy ⥋ Borny - Grange-aux-Bois     | Saint-Éloy ⥋ Borny - Grange-aux-Bois | Saint-Éloy ⥋ Borny - Grange-aux-Bois |
| ----- | --------------------------------------------------------- | ------------------------------------ | ------------------------------------ | ------------------------------------ | ------------------------------------ | --------------------------------------------- | ---------------------------------------- | ------------------------------------ | ------------------------------------ |
| 51    | Ouverture / Fermeture 2 mai 1990 / 6 octobre 2013         | Longueur —                           | Durée 60 min                         | Nb. d’arrêts 42                      | Matériel bus standards               | Jours de fonctionnement L, Ma, Me, J, V, S, D | Jour / Soir / Nuit / Fêtes N / — / O / O | Voy. / an 45 000                     | Exploitant TAMM                      |
| 51    | Desserte : Metz, Woippy                                   |                                      |                                      |                                      |                                      |                                               |                                          |                                      |                                      |
| 51    | Autre :                                                   |                                      |                                      |                                      |                                      |                                               |                                          |                                      |                                      |
| 51    | Dernière actualisation : —                                |                                      |                                      |                                      |                                      |                                               |                                          |                                      |                                      |
| 52    | Noctambus 52                                              | Noctambus 52                         | Noctambus 52                         | Noctambus 52                         | Noctambus 52                         | Noctambus 52                                  | Noctambus 52                             | Noctambus 52                         | Noctambus 52                         |
| 52    | Pont de Verdun ⥋ Borny - Technopôle ↔ CHR Mercy           |                                      |                                      |                                      |                                      |                                               |                                          |                                      |                                      |
| 52    | Ouverture / Fermeture 5 janvier 2009 / 6 octobre 2013     | Longueur —                           | Durée 35 min                         | Nb. d’arrêts 31                      | Matériel bus standards               | Jours de fonctionnement L, Ma, Me, J, V, S, D | Jour / Soir / Nuit / Fêtes N / — / O / O | Voy. / an —                          | Exploitant TAMM                      |
| 52    | Desserte : Metz, Le Ban-Saint-Martin, Longeville-lès-Metz |                                      |                                      |                                      |                                      |                                               |                                          |                                      |                                      |
| 52    | Autre :                                                   |                                      |                                      |                                      |                                      |                                               |                                          |                                      |                                      |
| 52    | Dernière actualisation : —                                |                                      |                                      |                                      |                                      |                                               |                                          |                                      |                                      |

### Transports à la demande
- Note : Les services sur réservations suburbains 304, 306 et 307 sont décrits dans les tableaux des lignes Proxis auxquels ils sont rattachés, tandis que le service 208 est commercialement lié aux Minilignes. Le service 305 est toujours considéré depuis le 25 février 2013 comme Proxis mais n'est plus rattaché à aucune ligne en particulier.

| Ligne | Caractéristiques | Caractéristiques          | Caractéristiques          | Caractéristiques          | Caractéristiques          | Caractéristiques                              | Caractéristiques                         | Caractéristiques          | Caractéristiques               |
| 255   | Desserte Cimetières | Desserte Cimetières       | Desserte Cimetières       | Desserte Cimetières       | Desserte Cimetières       | Desserte Cimetières                           | Desserte Cimetières                      | Desserte Cimetières       | Desserte Cimetières            |
| 255   | République ⥋ Chambières | République ⥋ Chambières   | République ⥋ Chambières   | République ⥋ Chambières   | République ⥋ Chambières   | République ⥋ Chambières                       | République ⥋ Chambières                  | République ⥋ Chambières   | République ⥋ Chambières        |
| ----- | --- | ------------------------- | ------------------------- | ------------------------- | ------------------------- | --------------------------------------------- | ---------------------------------------- | ------------------------- | ------------------------------ |
| 255   | Ouverture / Fermeture — / — | Longueur —                | Durée 8 min               | Nb. d’arrêts 5            | Matériel minibus          | Jours de fonctionnement Me, S                 | Jour / Soir / Nuit / Fêtes O / — / N / N | Voy. / an —               | Exploitant Taxis de Metz       |
| 255   | Desserte : Metz |                           |                           |                           |                           |                                               |                                          |                           |                                |
| 255   | Autre : Cette ligne est exclusivement réservée à la desserte du cimetière, il est impossible de descendre avant le terminus Chambières ou de monter en direction de République. |                           |                           |                           |                           |                                               |                                          |                           |                                |
| 255   | Dernière actualisation : — |                           |                           |                           |                           |                                               |                                          |                           |                                |
| 305   | TAD Rozérieulles (Proxis) | TAD Rozérieulles (Proxis) | TAD Rozérieulles (Proxis) | TAD Rozérieulles (Proxis) | TAD Rozérieulles (Proxis) | TAD Rozérieulles (Proxis)                     | TAD Rozérieulles (Proxis)                | TAD Rozérieulles (Proxis) | TAD Rozérieulles (Proxis)      |
| 305   | Maison-Neuve ⥋ Rozérieulles |                           |                           |                           |                           |                                               |                                          |                           |                                |
| 305   | Ouverture / Fermeture 3 septembre 2012 / — | Longueur —                | Durée —                   | Nb. d’arrêts 5            | Matériel minibus          | Jours de fonctionnement L, Ma, Me, J, V, S, D | Jour / Soir / Nuit / Fêtes O / — / N / O | Voy. / an —               | Exploitant Rapides de Lorraine |
| 305   | Desserte : Moulins-lès-Metz, Rozérieulles |                           |                           |                           |                           |                                               |                                          |                           |                                |
| 305   | Autre : Ce service est un transport à la demande sur réservation téléphonique reliant Rozérieulles à Maison-Neuve avec une correspondance avec la ligne 5. Depuis le 25 février 2013 et la suppression du 104, ce service n'est plus lié à une ligne Proxis mais reste considéré comme un service Proxis. |                           |                           |                           |                           |                                               |                                          |                           |                                |
| 305   | Dernière actualisation : — |                           |                           |                           |                           |                                               |                                          |                           |                                |

#### Transport de personnes à mobilité réduite
Exploité par T.A.M.M. (ex-TCRM) depuis le 1er janvier 2005 en remplacement du GIHP, ce service exploité avec 8 minibus permet aux personnes handicapés ne pouvant utiliser les lignes régulières de se déplacer sur tout le territoire de l'agglomération. Une réservation par téléphone est nécessaire, le service fonctionne en porte-à-porte.

## Parc de véhicules

### Flotte

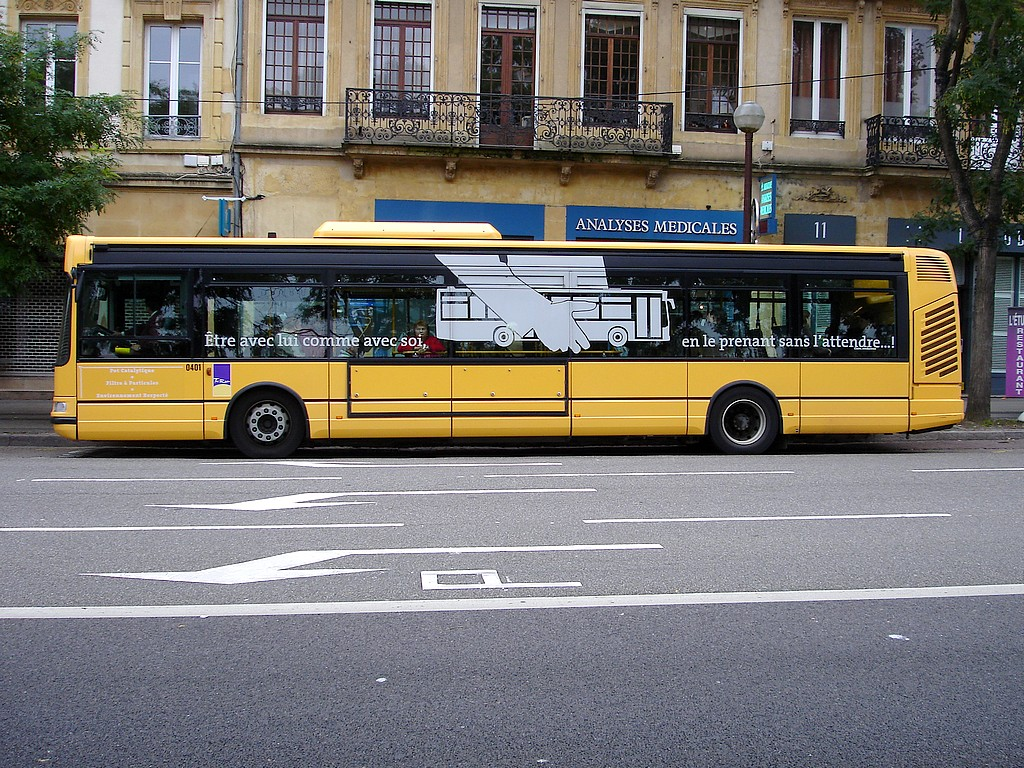
Vue latérale d'un Agora TAMM en livrée Jaumont.

216 véhicules étaient exploités sur le réseau, dont 183 propriété de Metz-Métropole répartis entre le délégataire (TAMM) et 3 transporteurs affrêtés :
| Bus standards              | Année |                                      |           | TAMM | K3F | RDL | Tans'L |
| -------------------------- | ----- | ------------------------------------ | --------- | ---- | --- | --- | ------ |
| Renault PR100.2            | 1993  |                                      |           | 3    | -   | -   | -      |
| Renault R312               | 1993  |                                      |           | 6    | -   | -   | -      |
| Renault R312               | 1996  |                                      |           | 9    | -   | -   | -      |
| Renault et Irisbus Agora S | 1997  |                                      |           | 23   | -   | 1   | -      |
| Renault et Irisbus Agora S | 1999  |                                      |           | 8    | -   | -   | -      |
| Renault et Irisbus Agora S | 2003  |                                      |           | 2    | 1   | 1   | -      |
| Renault et Irisbus Agora S | 2004  |                                      | Climatisé | 4    | -   | -   | -      |
| Mercedes Citaro            | 2001  |                                      |           | 4    | -   | -   | -      |
| Mercedes Citaro            | 2003  | Accessible aux personnes handicapées |           | 8    | -   | -   | -      |
| Irisbus Agora Line         | 2005  | Accessible aux personnes handicapées | Climatisé | 4    | -   | -   | -      |
| Irisbus Citelis Line       | 2006  | Accessible aux personnes handicapées | Climatisé | 10   | -   | -   | -      |
| Irisbus Citelis Line       | 2007  | Accessible aux personnes handicapées | Climatisé | 8    | -   | -   | -      |
| Mercedes Citaro II         | 2008  | Accessible aux personnes handicapées | Climatisé | 5    | 4   | 4   | -      |
| Mercedes Citaro II         | 2009  | Accessible aux personnes handicapées | Climatisé | 3    | -   | -   | -      |
| Bus articulés              | Année |                                      |           | TAMM | K3F | RDL | Tans'L |
| Renault PR180.2            | 1993  |                                      |           | 2    | -   | -   | -      |
| Renault PR118              | 1995  |                                      |           | 10   | -   | -   | -      |
| Renault et Irisbus Agora L | 1999  |                                      |           | 11   | -   | -   | -      |
| Renault et Irisbus Agora L | 2003  |                                      |           | 3    | 1   | -   | -      |
| Renault et Irisbus Agora L | 2004  |                                      | Climatisé | 7    | 1   | -   | -      |
| Renault et Irisbus Agora L | 2005  | Accessible aux personnes handicapées | Climatisé | 3    | 3   | 1   | -      |
| Mercedes Citaro G          | 2001  |                                      |           | 2    | -   | -   | -      |
| Volvo 7700 A               | 2008  | Accessible aux personnes handicapées | Climatisé | 5    | -   | -   | -      |
| Mercedes Citaro G II       | 2009  | Accessible aux personnes handicapées | Climatisé | 3    | -   | -   | -      |
| Midibus                    | Année |                                      |           | TAMM | K3F | RDL | Tans'L |
| Heuliez GX117              | 2004  |                                      | Climatisé | 1    | 2   | 1   | -      |
| Mercedes Citaro K          | 2008  | Accessible aux personnes handicapées | Climatisé | 2    | -   | -   | -      |
| Minibus                    | Année |                                      |           | TAMM | K3F | RDL | Tans'L |
| Minibus                    | 2004  |                                      |           | 1    | 1   | 2   | -      |
| Minibus                    | 2005  |                                      |           | 1    | 1   | 1   | -      |
| Minibus                    | 2006  | Accessible aux personnes handicapées | Climatisé | 7    | -   | -   | -      |
| Minibus                    | 2010  | Accessible aux personnes handicapées | Climatisé | 2    | -   | -   | -      |

Ces véhicules ont été reversés au parc LE MET' lors de la restructuration du réseau.

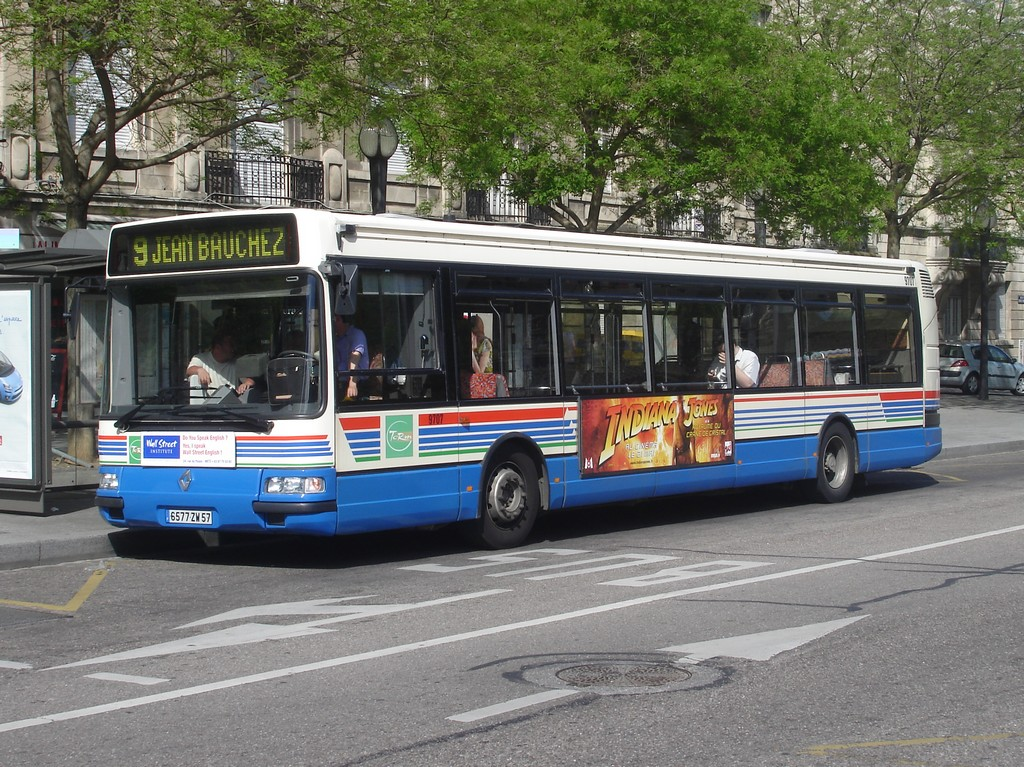
Un Agora S en ancienne livrée
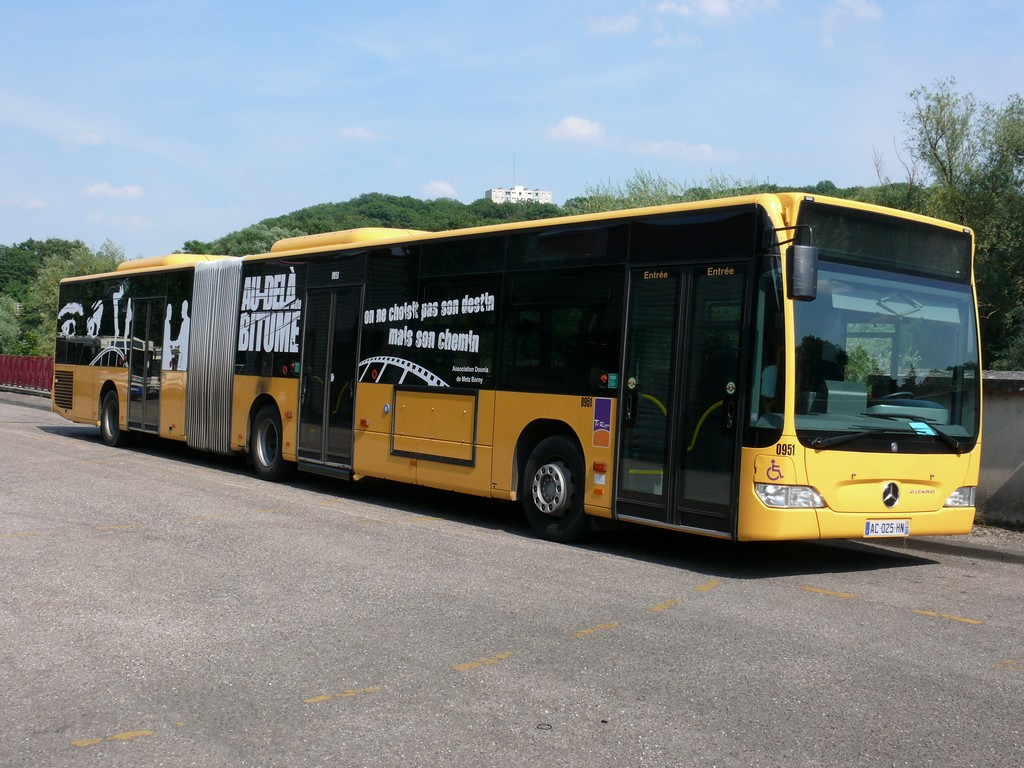
Un Citaro G II
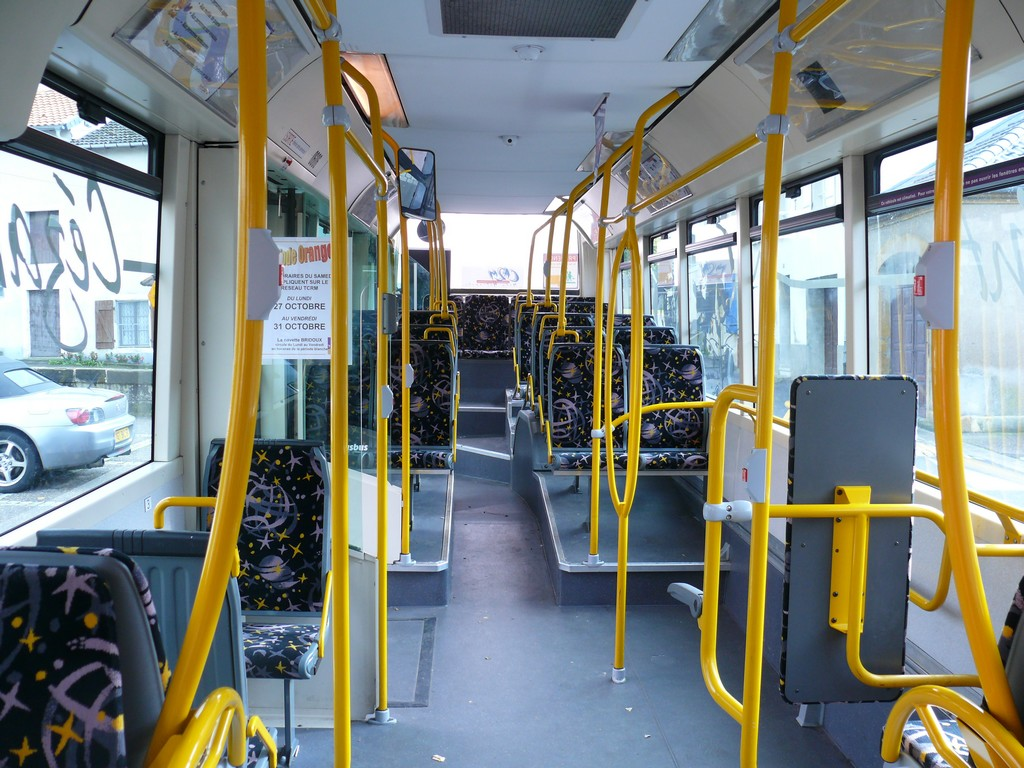
Intérieur d'un Citelis Line

### Identité visuelle

#### La livrée de 1992
Cette livrée, apparue en 1992, est une légère évolution de la livrée apparue en 1990 avec les premiers Renault R312, à la différence que la bande rouge remplace une bande orange.

Elle reprend le bleu et le beige, deux couleurs qui étaient, sous diverses formes, appliquées à tous les bus de Metz depuis 1948.

La livrée 1992 a été appliquée pour la dernière fois en 1999. Elle demeure encore présente sur une partie du parc en 2013.
L'apparition de cette livrée a accompagné la création d'un logo reprenant de manière stylisée le sigle « TCRM » en blanc dans un carré vert. Ce logo a cessé d'être appliqué en 1999 sur les bus, en 2002 sur les plans et fiches horaires et a définitivement été remplacé par un nouveau logo en 2003. Il demeure toujours présent sur une partie du parc.

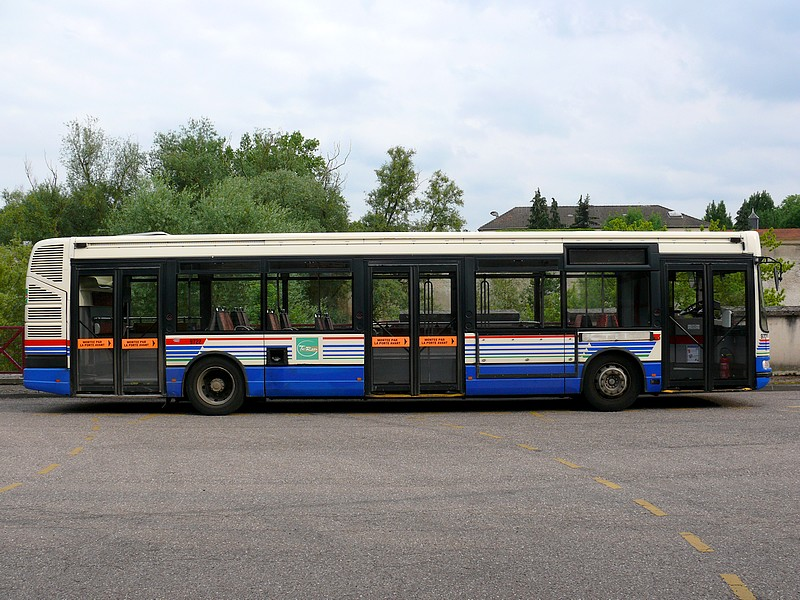
Vue latérale d'un Agora en ancienne livrée. L'ancien logo TCRM est toujours présent.
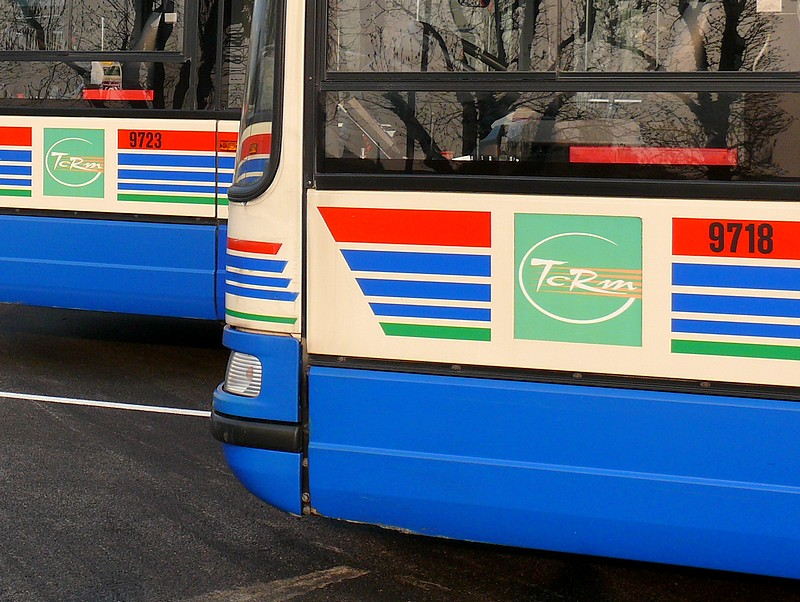
L'ancien logo des TCRM.

#### La livrée «Jaumont» de 2001
Depuis 2001, les bus des TCRM abordent une livrée intégralement jaune, baptisée « Jaumont », inspirée de la pierre de jaumont. En complément de la carrosserie jaune, des citations, des messages et/ou des illustrations sont pelliculées sur les vitres latérales des bus 
Entre 2001 et 2011, 133 pelliculages latéraux ont été réalisés sur 117 véhicules « Jaumont » différents.
Entre 2001 et 2003, en l'absence de nouveau logo, il a été décidé de ne pas appliquer le logo TCRM vert sur les véhicules jaunes et de réaliser un logo provisoire reprenant simplement le letterage « TCRM » de l'ancien logo sans le fond de couleur et de l'apposer même la carrosserie en le soulignant de la mention « équipé d'un pot catalytique et d'un filtre à particules, ce bus participe au respect de l'environnement ».
Un logo TCRM définitif apparaît en 2003. Il reprend le letterage « TCRM » du logo transitoire de 2001 (qui était celui de l'ancien logo de 1992) et adopte un fond violet et jaune. Ce logo n'a jamais été appliqué sur les véhicules en ancienne livrée et a progressivement remplacé le logo transitoire sur les bus Jaumont déjà en service.
C'est à partir de l'été 2012 que l'ensemble visuel comprenant le logo sur fond de couleur « Jaumont » et les citations pelliculées disparaissent des autobus, au profit de la nouvelle livrée LE MET' lancée dans le cadre de la restructuration du réseau et de la mise en service du Mettis.

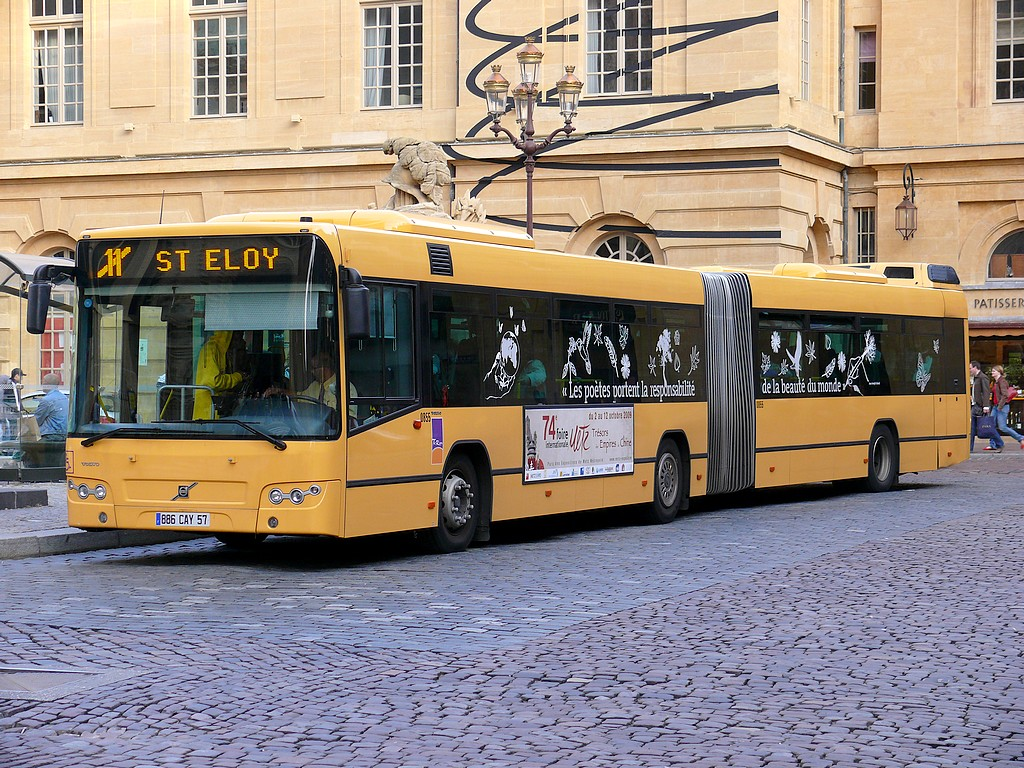
Un Volvo 7700A en livrée Jaumont devant la mairie de Metz, construite en pierre de jaumont.
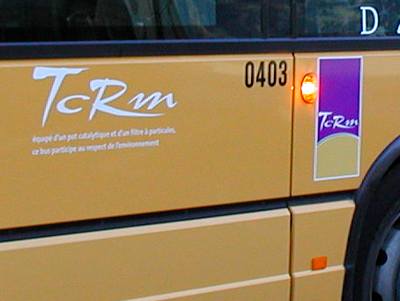
Cohabitation temporaire du logo provisoire de 2001 (à gauche) et du logo définitif de 2003 (à droite) sur un bus.
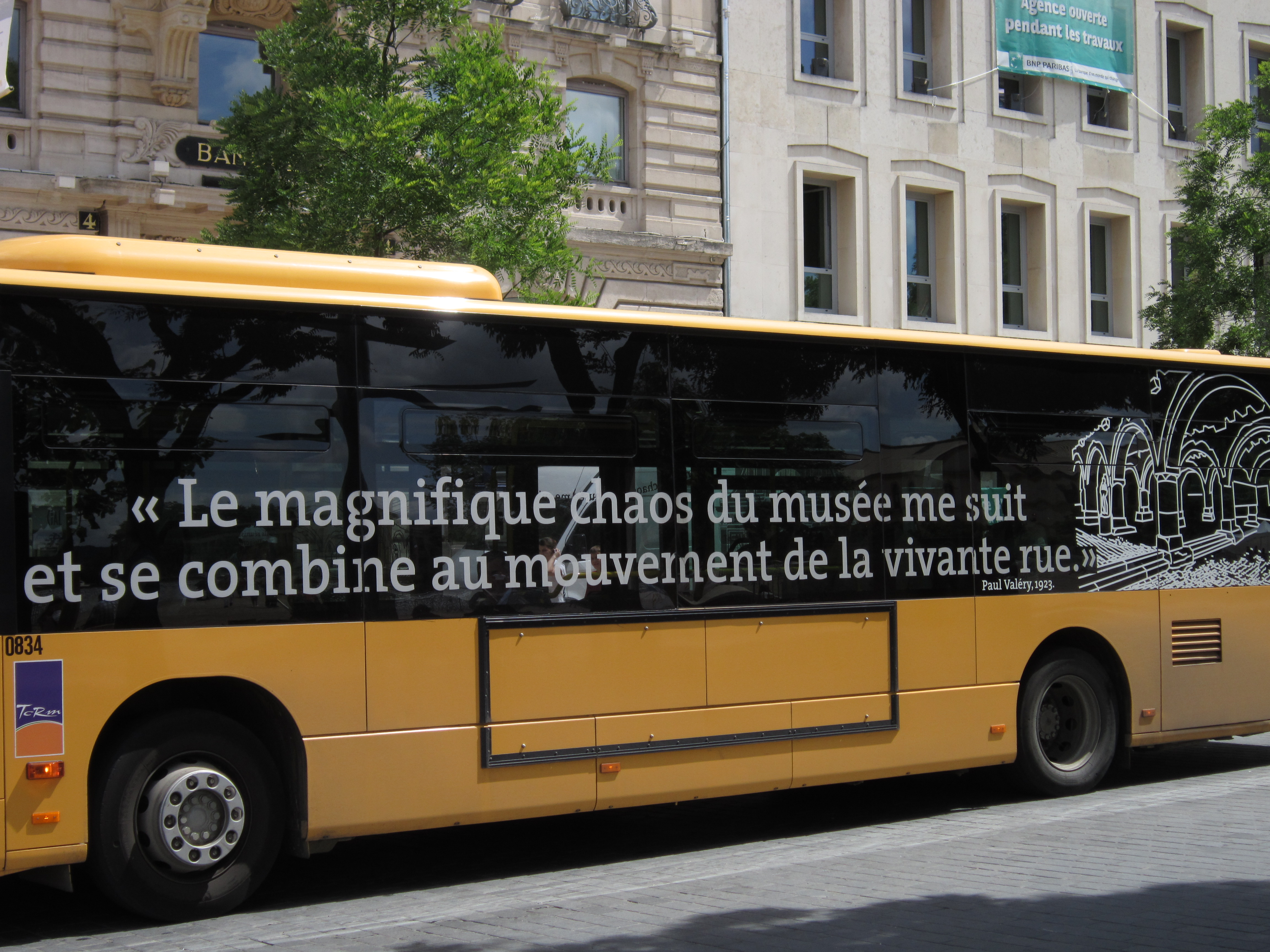
Détail d'une citation déposée sous forme de pelliculage sur baie vitrée.

#### La livrée «LE MET'» de 2012
C'est en septembre 2012 que cette livrée déclinée sous quatre couleurs différentes (bleu, vert, prune et mirabelle) apparaît sur les nouveaux autocars ainsi que sur quelques autobus assurant le lancement des lignes Proxis.
Chaque exemplaire d'autobus neuf ou déjà en service ainsi que les Van Hool ExquiCity des lignes du Mettis recevra d'emblée une couleur unique dite "pixelisée" assortie du nouveau logo.
LE MET' a définitivement remplacé la marque TCRM le 7 octobre 2013.

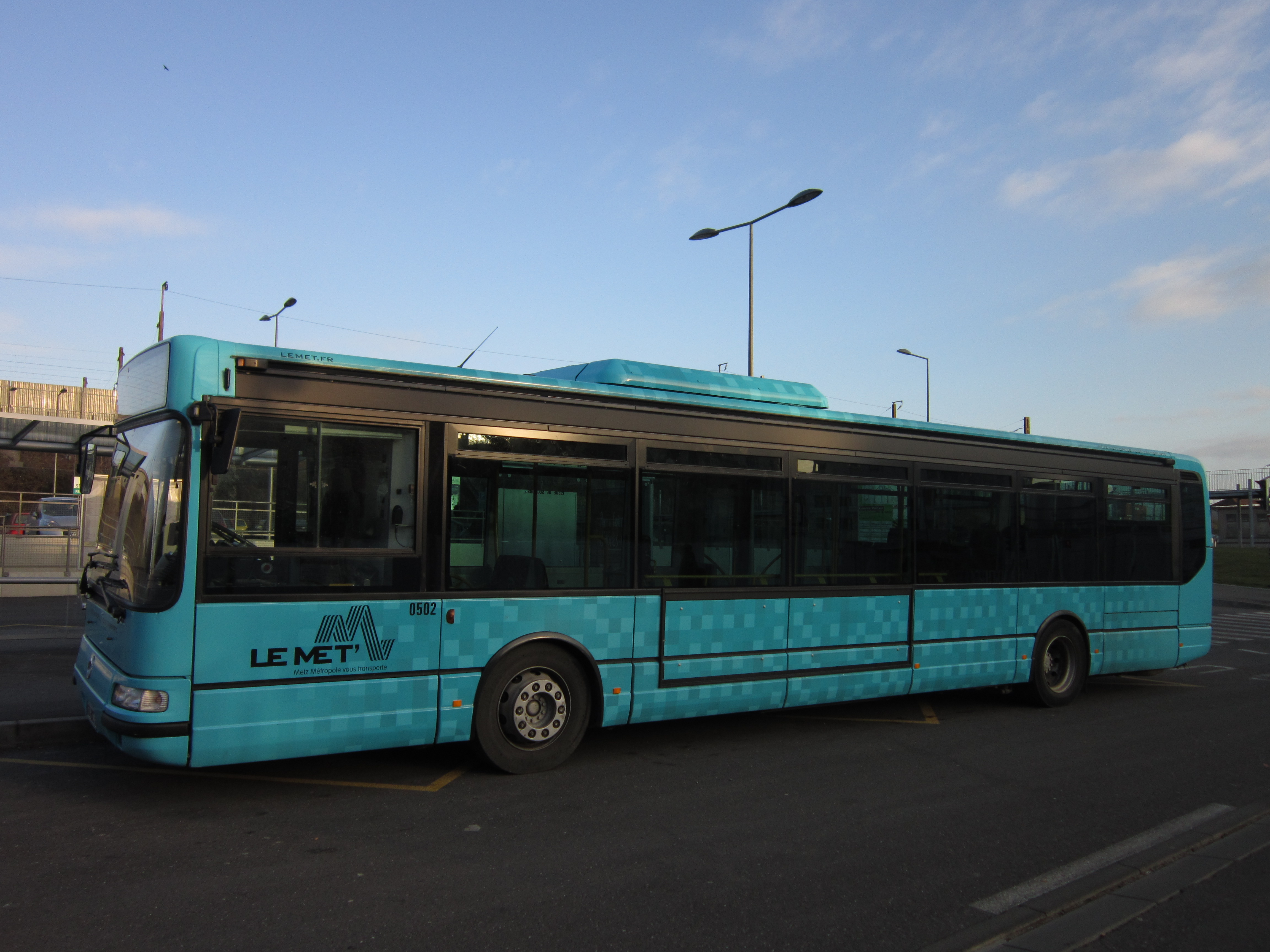
Un Irisbus Agora Line revêtant désormais la livrée bleu du réseau LE MET'.
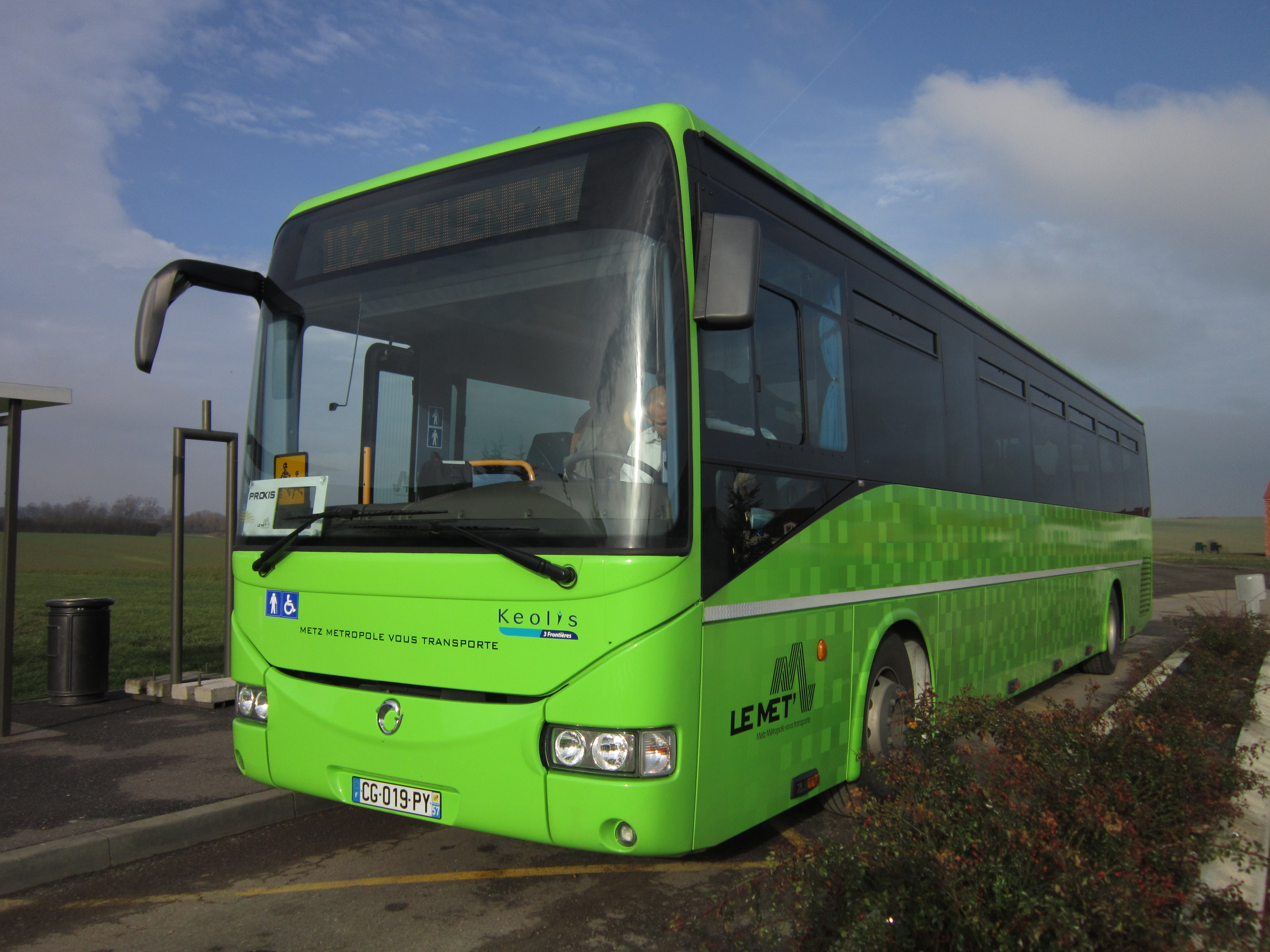
Des exemplaires de l'Irisbus Crossway font leur apparition sur les lignes affrétées du réseau, ici en livrée verte.
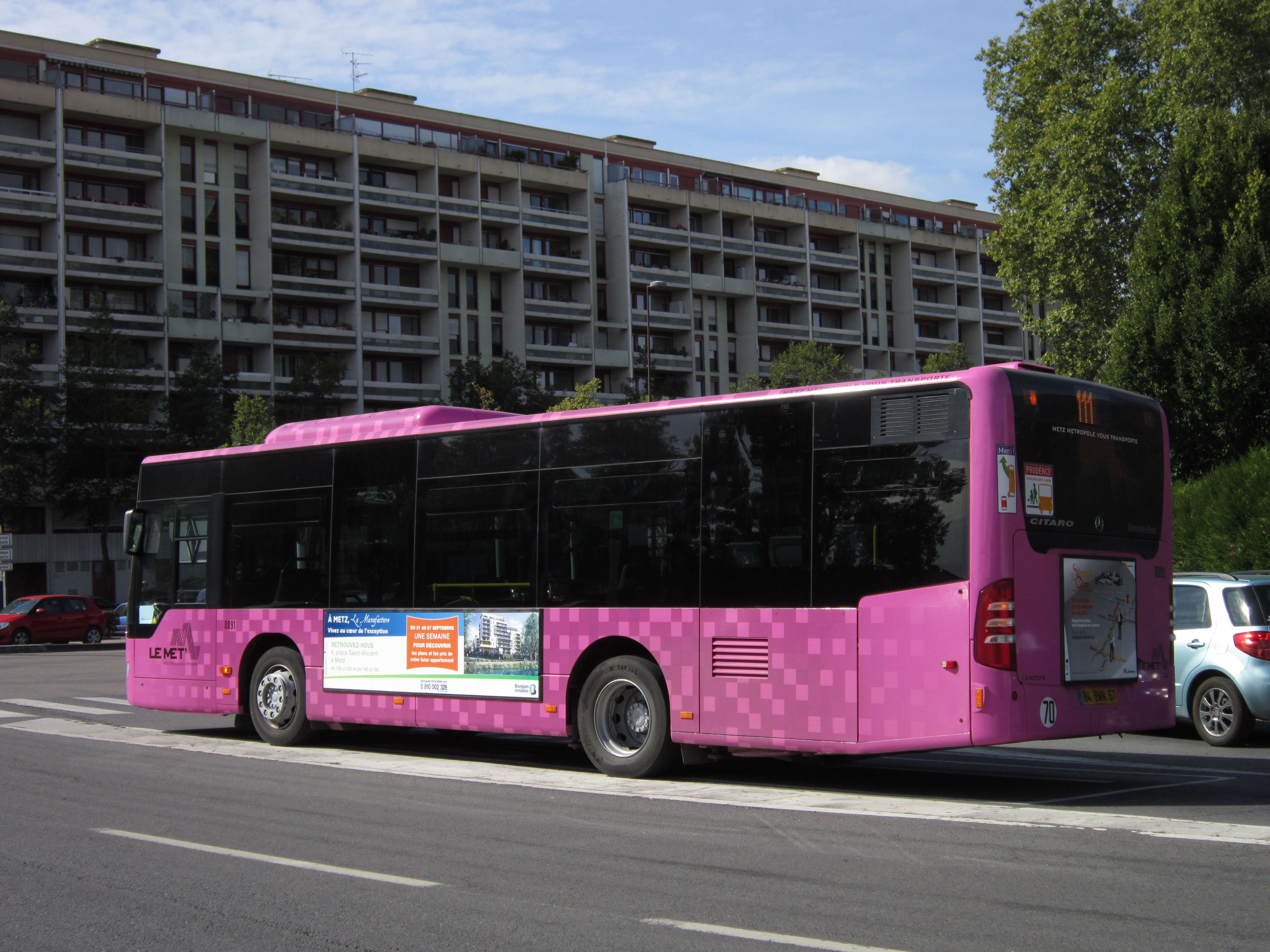
L'un des Mercedes-Benz Citaro K effectuant un service sur la ligne Proxis 111 sous sa livrée prune.
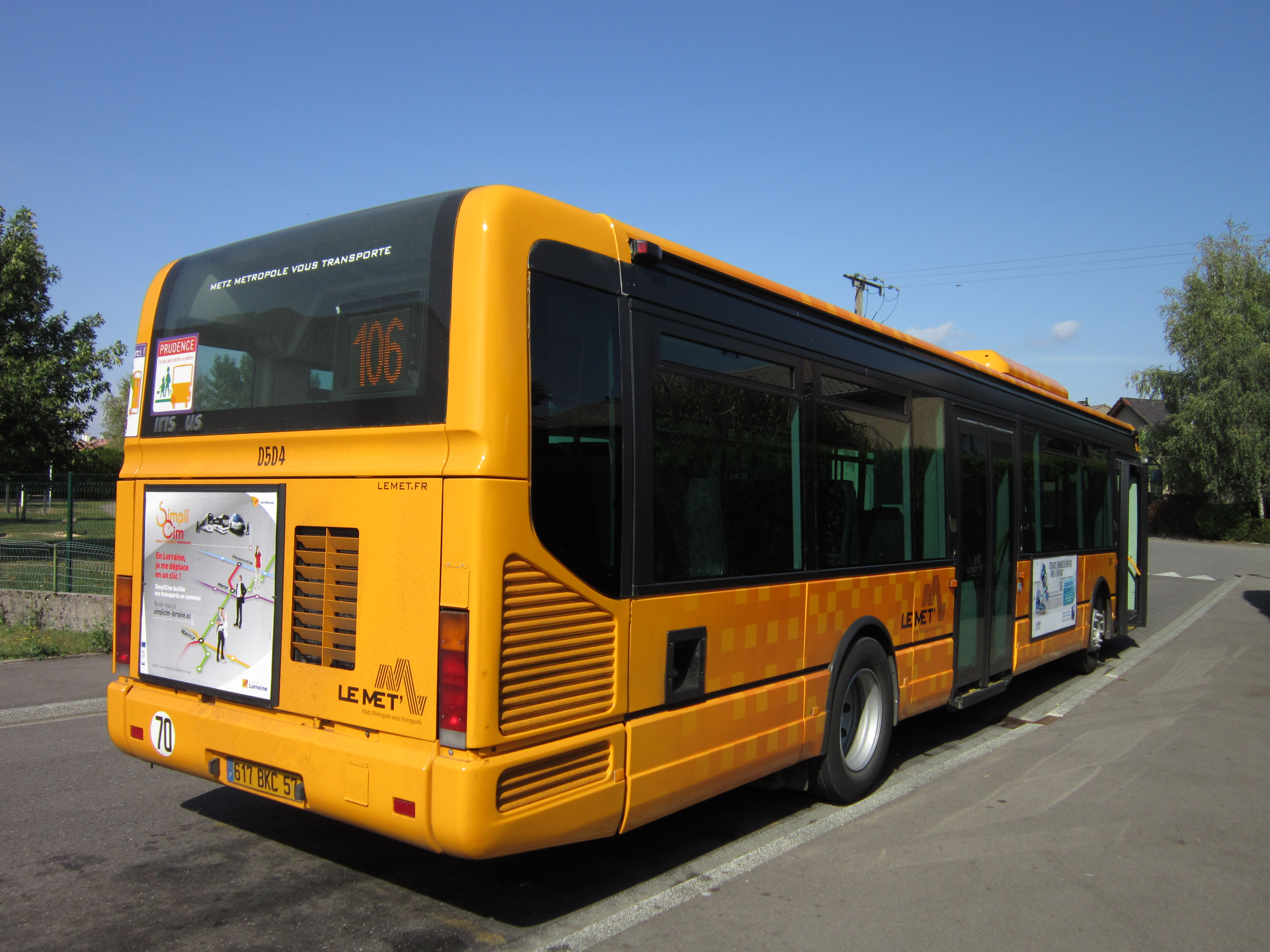
La livrée de couleur mirabelle appliquée sur l'un des Irisbus Agora Line de la flotte.